# Polski Balet Narodowy

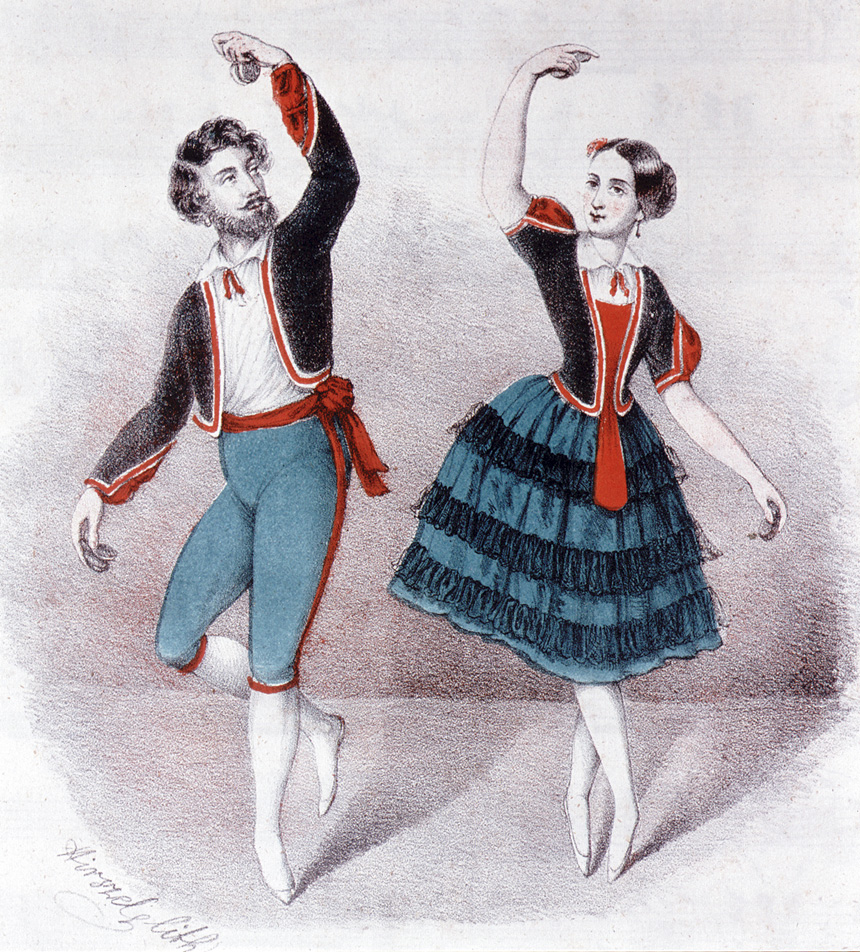
Aleksander Tarnowski i Konstancja Turczynowicz w tańcu kaczucza z baletu Hrabina i wieśniaczka, Teatr Wielki, 1847

Polski Balet Narodowy (PBN) – najważniejszy zespół baletowy w Polsce. Kontynuuje wieloletnie tradycje baletowe Warszawy, które sięgają korzeniami XVII wieku. Wcześniej znany był jako zespół baletowy Teatru Wielkiego – Opery Narodowej. W 2009 otrzymał w Teatrze Wielkim autonomię artystyczną i podniesiony został do rangi Polskiego Baletu Narodowego. Od tego momentu pracuje pod dyrekcją znanego polskiego choreografa Krzysztofa Pastora.

## W Teatrze na Zamku Królewskim[1]
Przedstawienia baletowe prezentowano na polskim dworze królewskim w Warszawie już począwszy od lat trzydziestych XVII wieku, za panowania króla Władysława IV Wazy. Przez 150 lat występowali w nich niemal wyłącznie tancerze zagraniczni. Pierwsze balety pokazywano teatrze na Zamku Królewskim, a potem także w innych salach.

## W Operalni Saskiej[1]
Dopiero w 1748 na polecenie króla Augusta II Mocnego wzniesiono w Warszawie pierwszy budynek teatralny, zwany Operalnią Saską, gdzie dwór oglądał profesjonalne przedstawienia, zawsze z udziałem baletu. Prezentowane one były nieregularnie, także za panowania Augusta III, przez zespoły sprowadzane z Drezna na czas pobytu obu królów saskich w Warszawie.

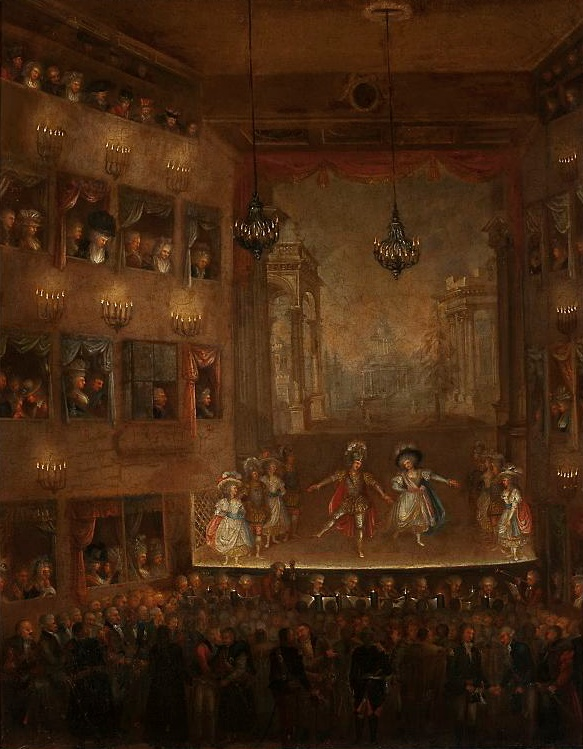
Michał Rymiński, Dorota Sitańska i Tancerze Narodowi Jego Królewskiej Mości w balecie Daniela Curza w operze Pirro Paisiella, Teatr na placu Krasińskich, 1790

W tamtym okresie dla polskiego dworu pracowali znani europejscy baletmistrzowie: Louis de Poitiers (1700–1701), Charles Debarques (1720–1721), Jean Favier (1724–1726, 1754–1755) i Antoine Pitrot (1748–1749, 1754, 1758–1762). Gościli w Warszawie słynni tancerze tamtej epoki, jak: Angélique Debarques (1720–1721), Louis Dupré (1724–1726), Anette Tagliavini (1761–1762), Domenico Lenzi (1762–1763) i inni.
Pierwszy stały zespół baletowy w Warszawie powstał jednak w 1765, zorganizowany przez antreprenera Carlo Tomatisa na polecenie króla Stanisława Augusta Poniatowskiego. Działał on z przerwami w pierwszym polskim teatrze publicznym na scenie Operalni Saskiej. Występowali w nim początkowo wyłącznie tancerze zagraniczni, a wśród nich tzw. „Apollo tańca”, francuski tancerz Charles Le Picq oraz włoskie baleriny Anna Binetti, Caterina Gattai i Teresa Casacci. W tym czasie przebywał przez dziewięć miesięcy w Warszawie Giacomo Casanova, który opisał swoje kontakty z baletem królewskim w słynnych pamiętnikach. Baletmistrzami teatru byli wówczas kolejno: Bartolomeo Cambi (1765-1766), Vincent Saunier (1765-1767) i Marc-Antoine Missoly (1766-1768). W 1766 o posadę baletmistrza w teatrze Stanisława Augusta starał się też bezskutecznie legendarny reformator baletu, wielki francuski choreograf Jean-Georges Noverre, który przesłał polskiemu królowi zadedykowane mu 11-tomowe rękopiśmienne dzieło Ballets de Noverre (przechowywane obecnie w Gabinecie Rycin Biblioteki Uniwersytetu Warszawskiego). W 1767 gościł kilka miesięcy w Warszawie ówczesny europejski „bóg tańca” Gaetano Vestris, który m.in. wystawił na scenie Operalni Saskiej słynny balet Noverre’a Medea i Jazon i sam występował w nim w roli tytułowej.

## W Teatrze na placu Krasińskich[1]

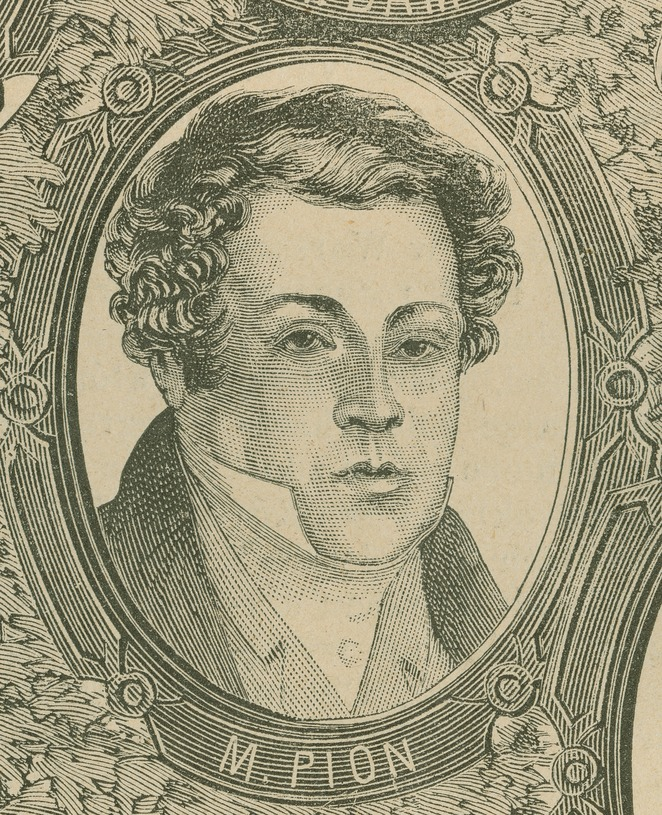
Maurice Pion, dyrektor baletu Teatru Narodowego na placu Krasińskich i Teatru Wielkiego w latach 1826–1843

Od 1774 roku zespół występował przejściowo w Pałacu Radziwiłłowskim (dzisiejszy Pałac Prezydencki) na Krakowskim Przedmieściu. Dopiero w 1779 roku otwarto nowy Teatr na placu Krasińskich, zwany z czasem Teatrem Narodowym na placu Krasińskich. Pracowali wtedy z warszawskim zespołem baletowym znani ówcześni tancerze i baletmistrzowie zagraniczni: Giovanni Antonio Sacco, Francesco Caselli, Leopold Frühmann, Daniel Curz i Antonio Viganò. Pierwszym polskim tancerzem, który zdobył uznanie za granicą był Maciej Pręczyński (Prenczyński) z dworskiego baletu hetmana Branickiego w Białymstoku – solista zespołu Gasparo Angioliniego w weneckim Teatro San Benedetto i wiedeńskiego Burgtheater, który w latach 1775–1777 występował także i realizował balety w Warszawie.
W 1785 król Stanisław August ustanowił pierwszy zespół złożony z młodych polskich artystów, znany jako Tancerze Narodowi Jego Królewskiej Mości (1785-1794), z którym pracowali dwaj zagraniczni baletmistrzowie François Gabriel Le Doux z Paryża (1785-1789) i Daniel Curz z Wenecji (1786-1794), uznawani obecnie za ojców polskiego baletu narodowego. Czołowym tancerzem tego zespołu był Michał Rymiński. Tradycje baletu królewskiego kontynuowały potem zespoły polskie na scenie Teatru na placu Krasińskich, zwanym teraz Teatrem Narodowym. Kolejnymi baletmistrzami byli tam m.in. Franz Schlanzowsky (Franciszek Szlancowski), Fortunato Bernardelli, Louis Thiérry, Antoine Titus, André-Isidore Carey i Maurice Pion. W styczniu 1812, w przejeździe z Petersburga do Wiednia, kilkakrotnie wystąpił w Warszawie legendarny francuski tancerz Louis-Antoine Duport, a wybijającymi się solistami baletu warszawskiego lat 20. i 30. XIX wieku byli: Julia Mierzyńska, Antonina Palczewska, Eugenia Kos, Maurice Pion i Mikołaj Grekowski.

## W Teatrze Wielkim[1]

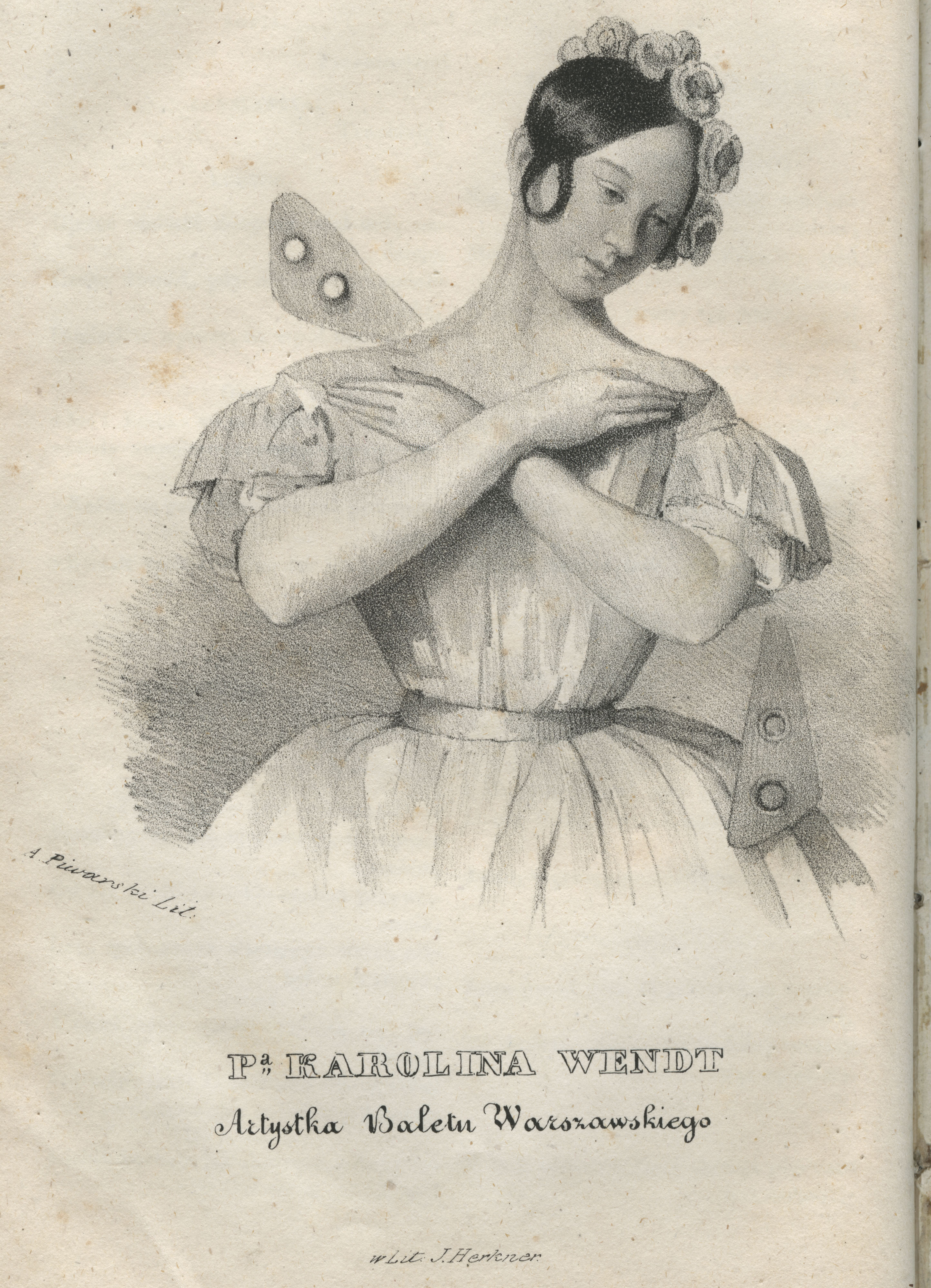
Karolina Wendt, pierwsza polska Sylfida w balecie La Sylphide wg Filippa Taglioniego

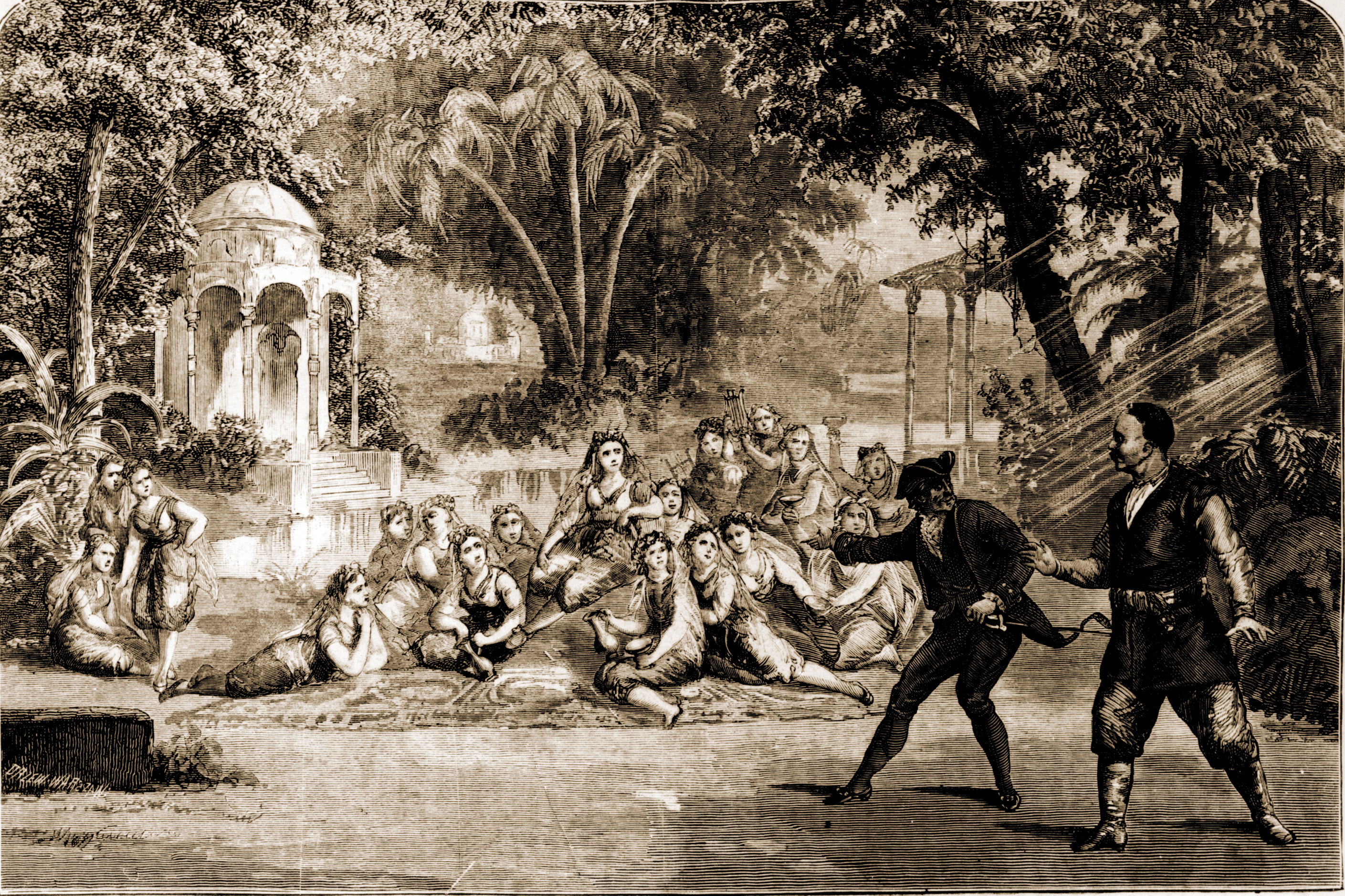
Pan Twardowski Virgilia Caloriego: Ludwika Kowalska (Bajadera), Ludwik Rządca (Diabeł) i Jan Popiel (Pan Twardowski), Teatr Wielki, 1874

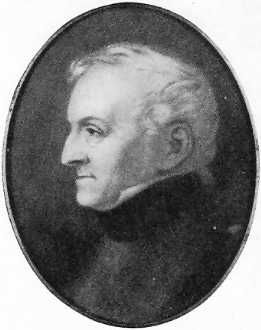
Filippo Taglioni, dyrektor baletu Teatru Wielkiego w latach 1843–1853

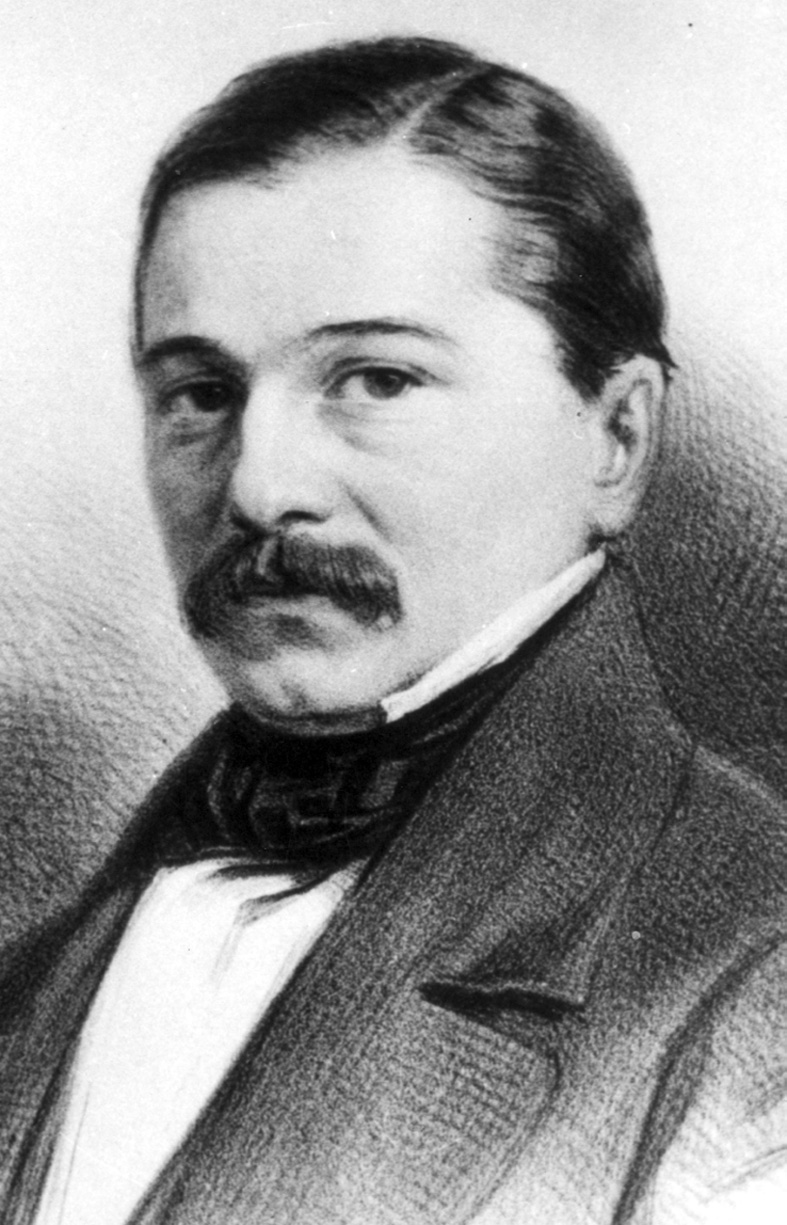
Roman Turczynowicz, dyrektor baletu Teatru Wielkiego w latach 1853–1866

W 1833 otwarto nowy gmach Teatru Wielkiego, który stał się następną siedzibą baletu warszawskiego. Pracował tam nadal i tworzył swoje dalsze balety Maurice Pion, zaś po nim tacy znani baletmistrzowie, jak: Filippo Taglioni, zasłużony polski pedagog i choreograf Roman Turczynowicz, Carlo Blasis, Virgilio Calori, Pasquale Borri, José Mendez, Raffaele Grassi, Enrico Cecchetti, a w okresie międzywojennym Piotr Zajlich, Feliks Parnell, Jan Ciepliński, Mieczysław Pianowski i Sasza Leontiew.
Gwiazdami baletu XIX-wiecznego Teatru Wielkiego były w różnych latach: Eugenia Koss, Karolina Wendt (pierwsza polska Sylfida, a później jako Carolina Vente solistka Teatro alla Scala w Mediolanie), Konstancja Turczynowicz (pierwsza polska Giselle), Teodozja Gwozdecka, siostry Anna i Karolina Straus (pierwsza polska Medora), Maria Freytag, Kamila Stefańska, Helena Cholewicka (jedyna polska „primaballerina assoluta”) i Włoszka Cecilia Cerri (pierwsza polska Odetta-Odylia). Balerinom partnerowali w repertuarze klasycznym wybitni soliści: Mikołaj Grekowski, Roman Turczynowicz, bracia Aleksander i Antoni Tarnowscy, Ludwik Rządca, Stanisław i Aleksander Gillertowie i Michał Kulesza. Zasłynęli także znakomici tancerze charakterystyczni: Jan Popiel, Feliks Krzesiński (od 1853 związany z baletem petersburskim), Hipolit Meunier i Jan Walczak. Występowały gościnnie na scenie warszawskiej takie europejskie sławy baletowe, jak: wielokrotnie Helene Schlanzowsky-Grekowska, Maria Taglioni, jej brat Paolo Taglioni z żoną Amalie z Galsterów, ich córka Maria Taglioni (zwana Młodszą) oraz Nadieżda Bogdanow, a także Carlotta Grisi, Claudina Cucchi (Couqui), Virginia Zucchi, kilkakrotnie Matylda Krzesińska, Pierina Legnani, Lubow Rosławlewa, Olga Prieobrażenska, Wiera Triefiłowa, Anna Pawłowa, Julia Siedowa i Tamara Karsawina.
Podczas ostatniej wojny gmach teatru został zniszczony, a balet przez dwadzieścia powojennych lat występował na scenach zastępczych w ramach organizacyjnych Państwowej Opery Warszawskiej. W tym okresie balet warszawski był całkowicie izolowany od wpływów zachodnich, a z zespołem pracowali wyłącznie polscy choreografowie: Leon Wójcikowski, Feliks Parnell, Stanisław Miszczyk, Jerzy Gogół i Witold Gruca. Najbardziej cenieni tancerze tamtych lat to: Barbara Bittnerówna, Olga Sawicka, Maria Krzyszkowska i Stanisław Szymański. Pierwszymi zachodnimi choreografami, jakich zaproszono do współpracy z zespołem, przełamując programową izolację Polski od kultury Zachodu przez władze komunistyczne, byli w latach 1962–1963 Alfred Rodrigues i Françoise Adret. Chętnie goszczono za to baletmistrzów radzieckich, takich jak: Konstantin Siergiejew, Natalia Konius, Aleksandr Tomski i Aleksiej Cziczinadze, którzy realizowali przedstawienia baletowe w Waeszawie.
Teatr Wielki został odbudowany, rozbudowany i oddany do użytku dopiero w 1965 i stał się ponownie domem opery i baletu w Warszawie. Zespołem baletowym kierowali tam najdłużej primabalerina Maria Krzyszkowska (1970-1980 i 1985-1995) i choreograf Emil Wesołowski (1982-1985 i 1995-2006). Początkowo ograniczano się do standardowego repertuaru polskiego (Pan Twardowski, Harnasie, Wesele w Ojcowie) oraz do obiegowego repertuaru klasycznego i współczesnego w radzieckich realizacjach (Jezioro łabędzie, Don Kichot, Giselle, Spartakus, Kopciuszek, Romeo i Julia, Coppelia, Śpiąca królewna). Jedynym polskim choreografem, który miał wtedy szansę tworzenia w Warszawie nowych baletów pozostawał Witold Gruca, a inni (Witold Borkowski, Jerzy Makarowski, Henryk Konwiński, Jerzy Graczyk) byli zapraszani sporadycznie. Nigdy nie zaproszono do współpracy naszego najwybitniejszego choreografa tamtych lat Conrada Drzewieckiego. Dopiero począwszy od 1972 zaczęły pojawiać się w repertuarze realizacje dość przypadkowo dobieranych choreografów zachodnich. Byli to kolejno: Joseph Lazzini (1972), Birgit Cullberg (1975), Frederick Ashton (1977), Serge Lifar (1978), Yuriko (1978), Alberto Méndez (1979) i Erich Walter (1981).
Najważniejszymi solistkami baletu pierwszego ćwierćwiecza w odbudowanym Teatrze Wielkim były kolejno: Maria Krzyszkowska, Elżbieta Jaroń, Bożena Kociołkowska, Renata Smukała, Ewa Głowacka, Barbara Rajska, Jolanta Rybarska, Anna Białecka, Anna Grabka, aż po Elżbietę Kwiatkowską i Izabelę Milewską; a czołowymi solistami: Stanisław Szymański, Wojciech Wiesiołłowski, Zbigniew Strzałkowski, Feliks Malinowski, Janusz Smoliński, Gerard Wilk, Jerzy Makarowski, Dariusz Blajer, Zdzisław Ćwioro, Waldemar Wołk-Karaczewski, Ireneusz Wiśniewski, Łukasz Gruziel, Tadeusz Matacz, Janusz Mazoń i nieco później Sławomir Woźniak.

Ożywienie artystyczne przyniosły jednak dopiero przygotowania do obchodów 200-lecia Polskiego Baletu. Odtąd bardziej dbali też o balet kolejni dyrektorzy naczelni Teatru Wielkiego, coraz bardziej kompetentni i niezależni od wpływów ideologicznych państwowej polityki kulturalnej. W 1982 kierownictwo zespołu baletowego spoczęło w rękach Emila Wesołowskiego (wychowanka Conrada Drzewieckiego), który wniósł nowego ducha do zespołu po wieloletnich rządach byłej primabaleriny. Wprawdzie po trzech sezonach zrezygnował on z przywodzenia zespołowi, ustępując ponownie Krzyszkowskiej, i powrócił dopiero po następnych dziesięciu latach, ale odtąd balet warszawski prezentował już coraz ciekawszy repertuar. Przede wszystkim zaczęły się pojawiać prace nowych polskich choreografów. Najwięcej realizacji wprowadził w tamtych latach na scenę Emil Wesołowski, ale zapraszani byli także: Teresa Kujawa, Ewa Wycichowska, Zofia Rudnicka, Andrzej Glegolski, Waldemar Wołk-Karaczewski, Marek Różycki, Krzysztof Pastor, Hanna Chojnacka, Jacek Przybyłowicz i inni. Po raz pierwszy wystawiono na polskiej scenie balety: La Sylphide i La Ventana Augusta Bournonville’a (1984), Bal kadetów Davida Lichine’a (1986) i Bajaderę Mariusa Petipy w realizacji Natalii Makarowej (2004). Wzbogacano repertuar o realizacje takich współczesnych choreografów zagranicznych, jak: John Neumeier (1984), Maurice Béjart (1985 i 1987), George Balanchine (1985 i 2004), Hans van Manen (1986-1988), John Butler (1987), Oleg Winogradow (1988), Lorca Massine (1991-1992 i 1999), Pierre Lacotte (1993), Antal Fodor (1995), Jurij Grigorowicz (1996), André Prokovsky (1998), Mats Ek (1999 i 2003), Boris Ejfman (2003 i 2004), Jiří Kylián (2006), John Cranko (2007) i Alexei Ratmansky (2008).

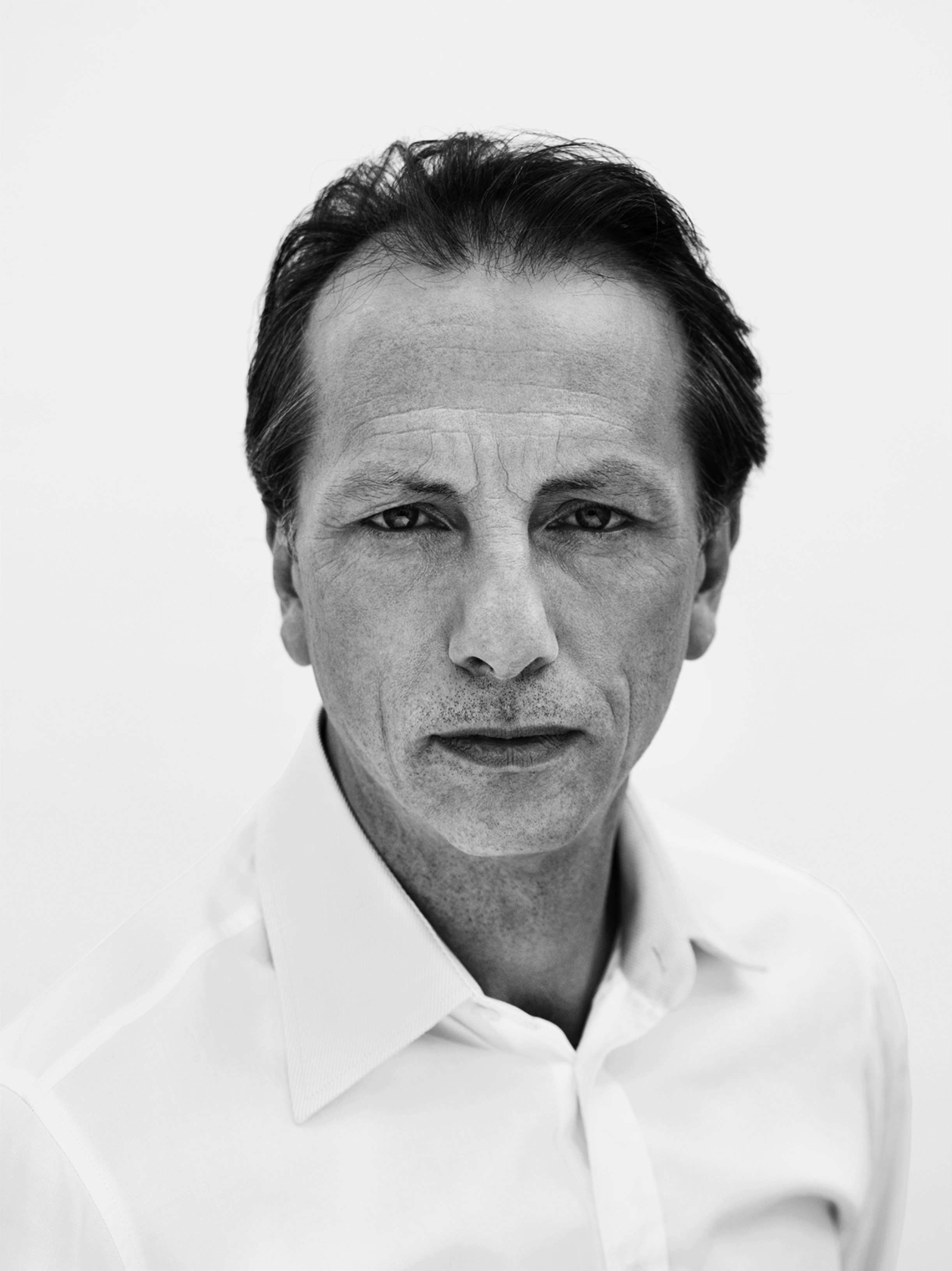
Krzysztof Pastor, dyrektor Polskiego Baletu Narodowego od 2009 roku

## Pod nową nazwą
18 marca 2009 dyrektorem baletu Teatru Wielkiego – Opery Narodowej został Krzysztof Pastor, polski choreograf związany wcześniej z Het Nationale Ballet w Amsterdamie. Objął on tę funkcję we współpracy programowo-organizacyjnej z Pawłem Chynowskim i z założeniem uzyskania autonomii artystycznej zespołu. Dzięki staraniom Waldemara Dąbrowskiego, dyrektora Teatru Wielkiego – Opery Narodowej, 29 kwietnia 2009 minister kultury i dziedzictwa narodowego Bogdan Zdrojewski podjął decyzję o statutowym wyodrębnieniu baletu w strukturze teatru pod nazwą Polskiego Baletu Narodowego (PBN). Odtąd jest on równorzędnym partnerem Opery Narodowej w Teatrze Wielkim.
Polski Balet Narodowy reprezentuje linię programową dużej klasycznej formacji baletowej. Pielęgnuje akademicki repertuar choreograficzny w najlepszych opracowaniach, sięga po arcydzieła baletowe XX wieku i zaprasza wybitnych choreografów współczesnych. Prezentuje także nowe prace choreografów polskich i zagranicznych. Trzon blisko 90-osobowego zespołu to absolwenci polskich szkół baletowych, ale PBN otwarty jest także na tancerzy zagranicznych. Zespół prezentuje swoje przedstawienia na dwóch scenach Teatru Wielkiego oraz przyjmuje zaproszenia krajowe i zagraniczne.

## Premiery Polskiego Baletu Narodowego

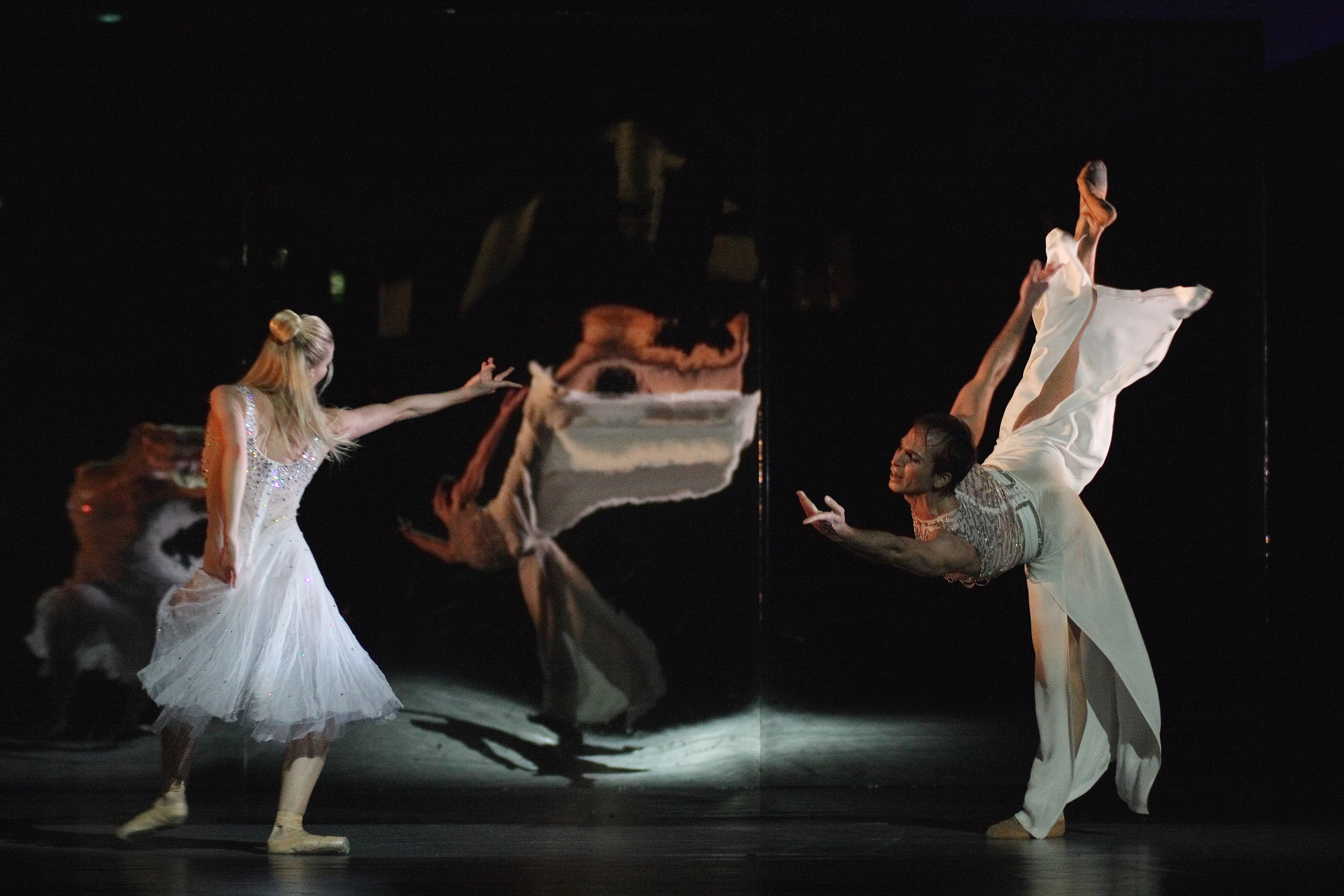
Tristan Krzysztofa Pastora: Izabela Milewska i Jan-Erik Wikström

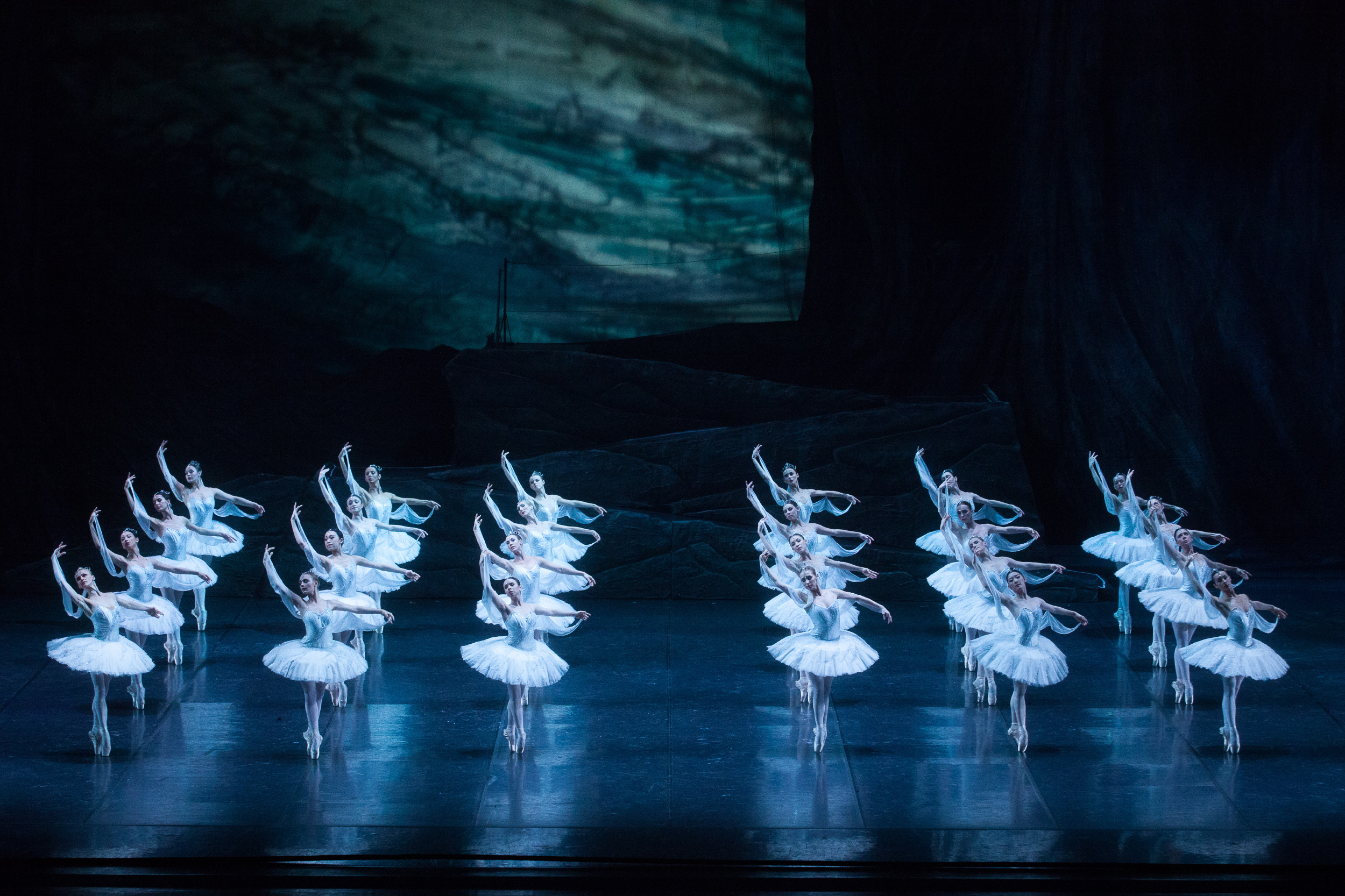
Bajadera Natalii Makarowej wg Mariusa Petipy: Polski Balet Narodowy

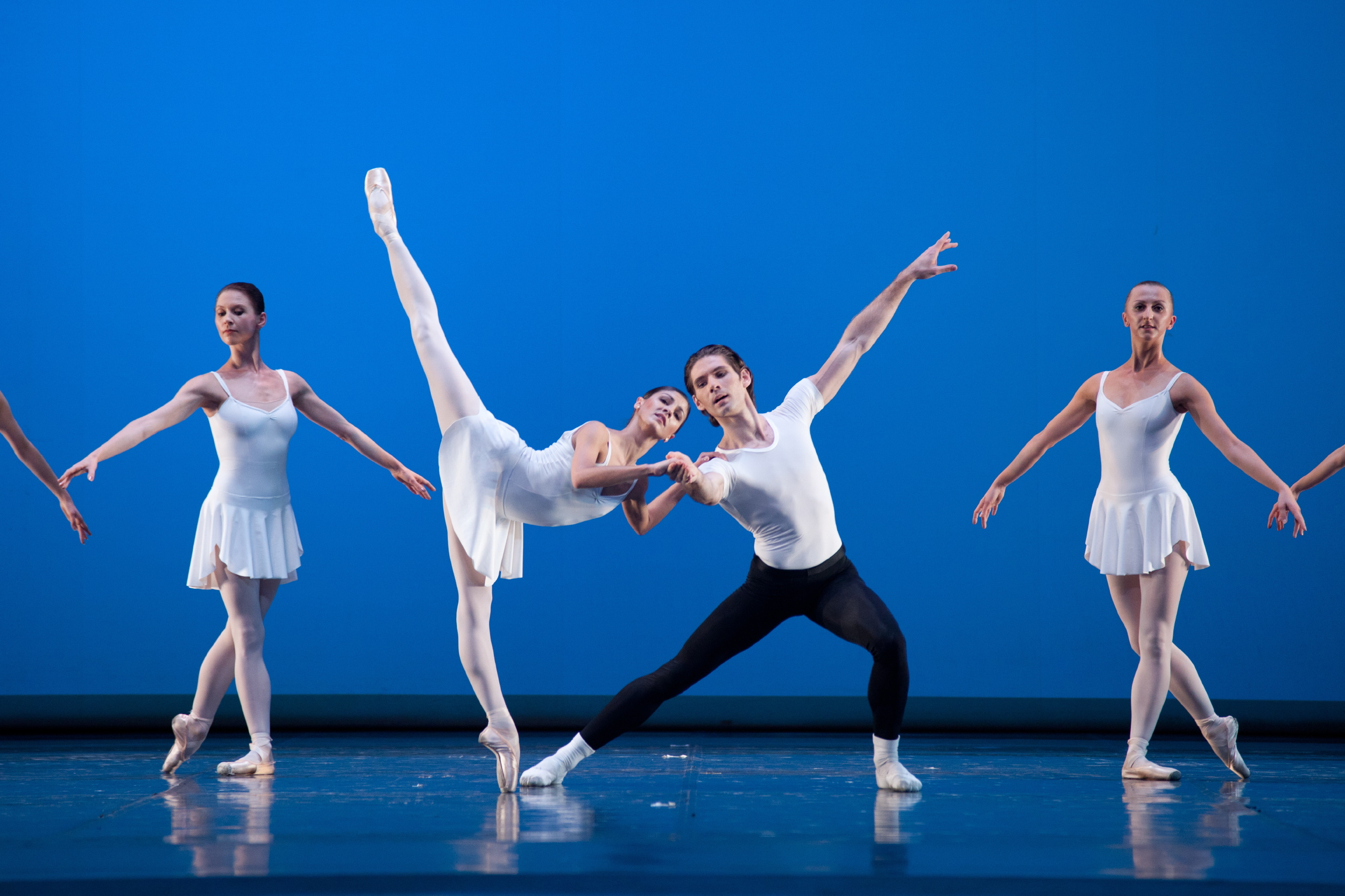
Concerto Barocco George’a Balanchine’a: Maria Żuk, Vladimir Yaroshenko i Polski Balet Narodowy

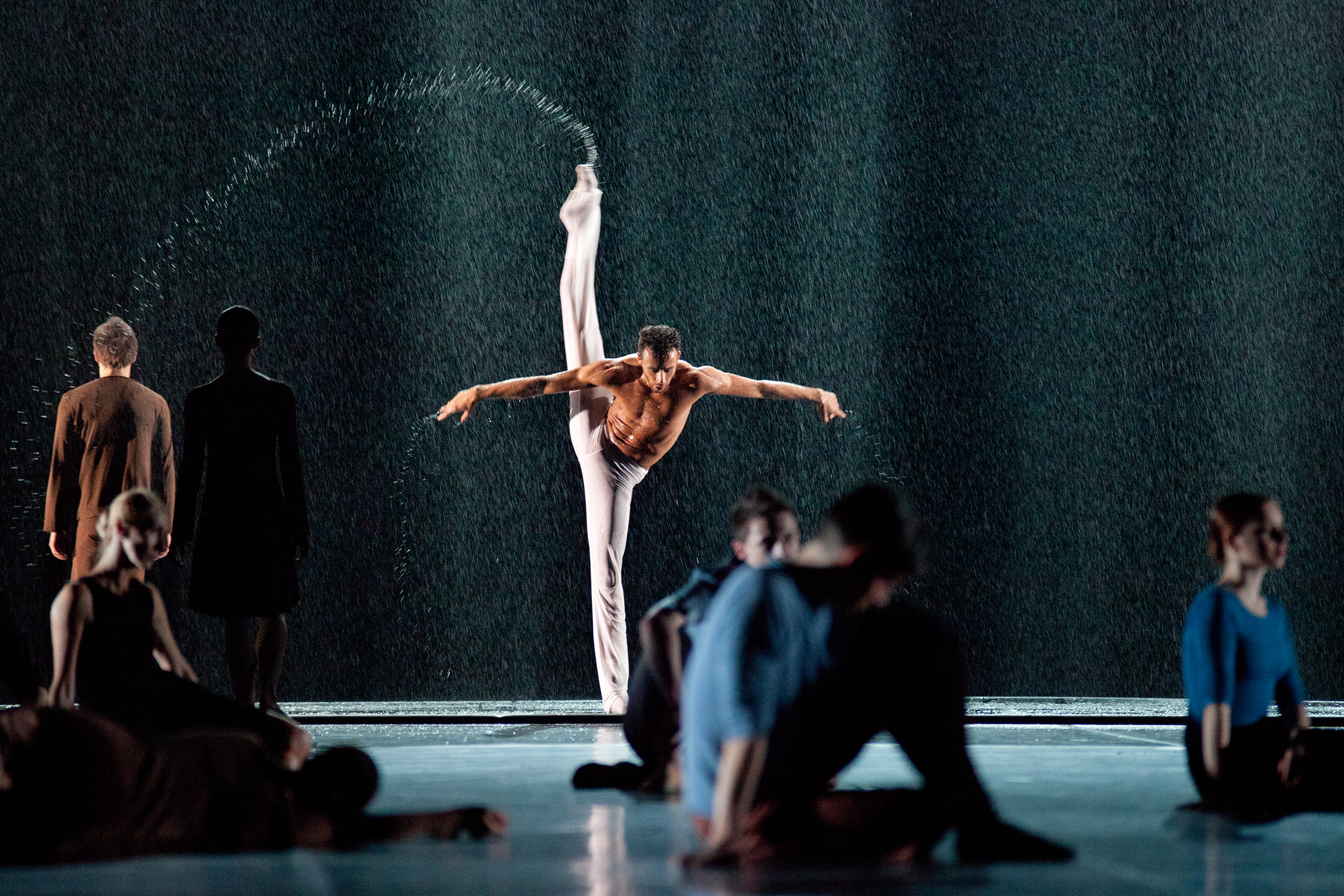
I przejdą deszcze… Krzysztofa Pastora: Rubi Pronk i Polski Balet Narodowy

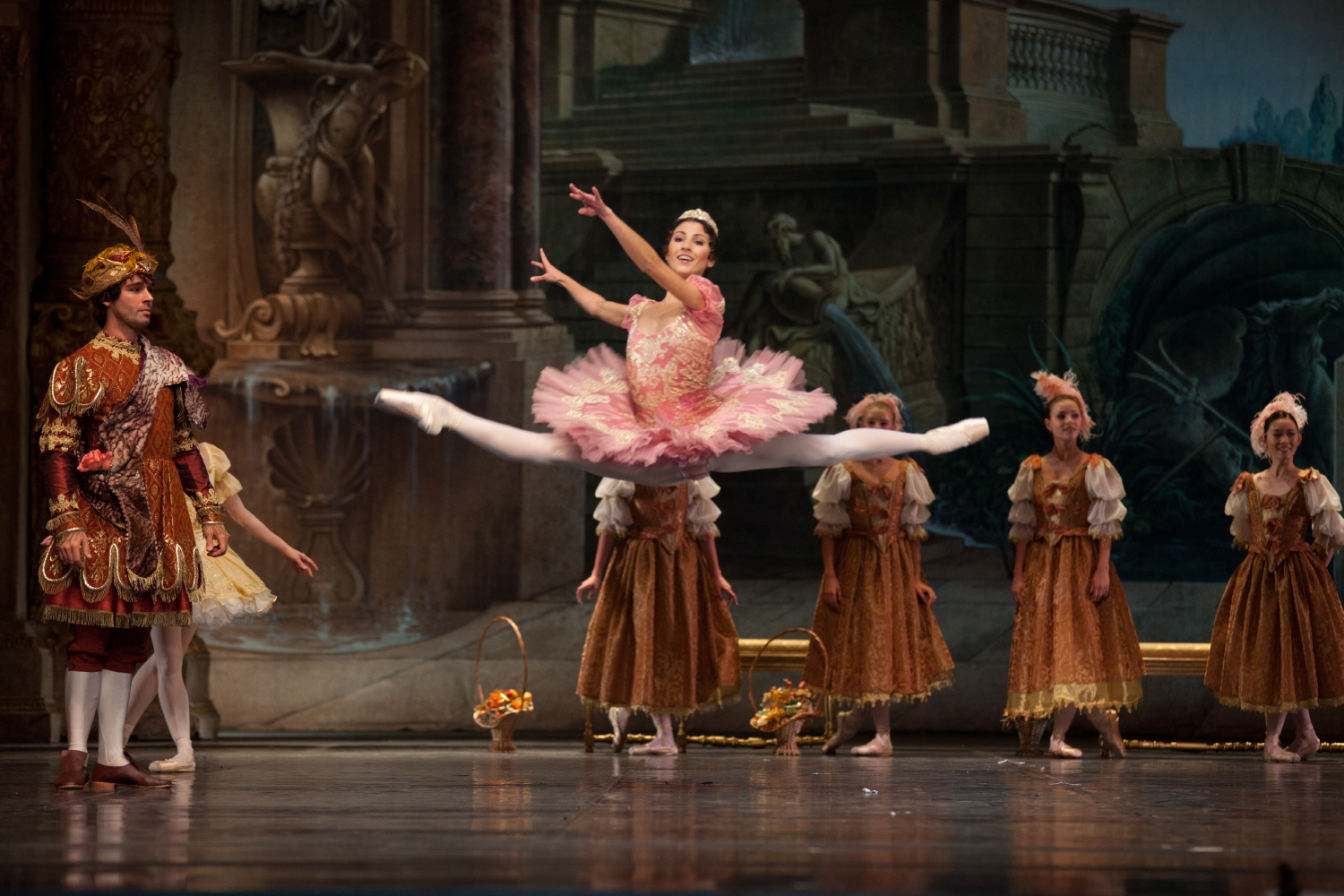
Śpiąca królewna Jurija Grigorowicza wg Mariusa Petipy: Maria Żuk i Polski Balet Narodowy

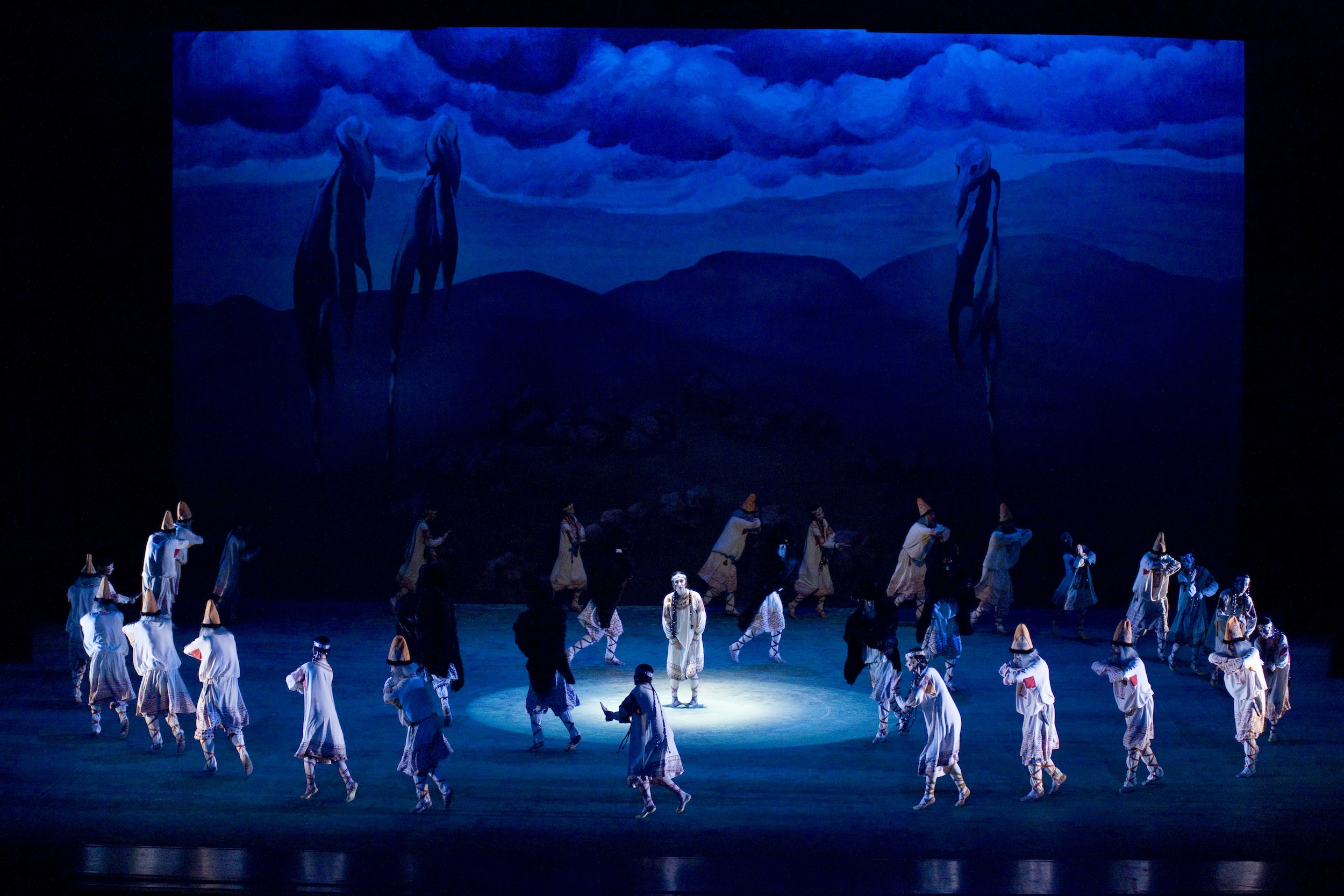
Święto wiosny Wacława Niżyńskiego w rekonstrukcji Millicent Hodson: Polski Balet Narodowy

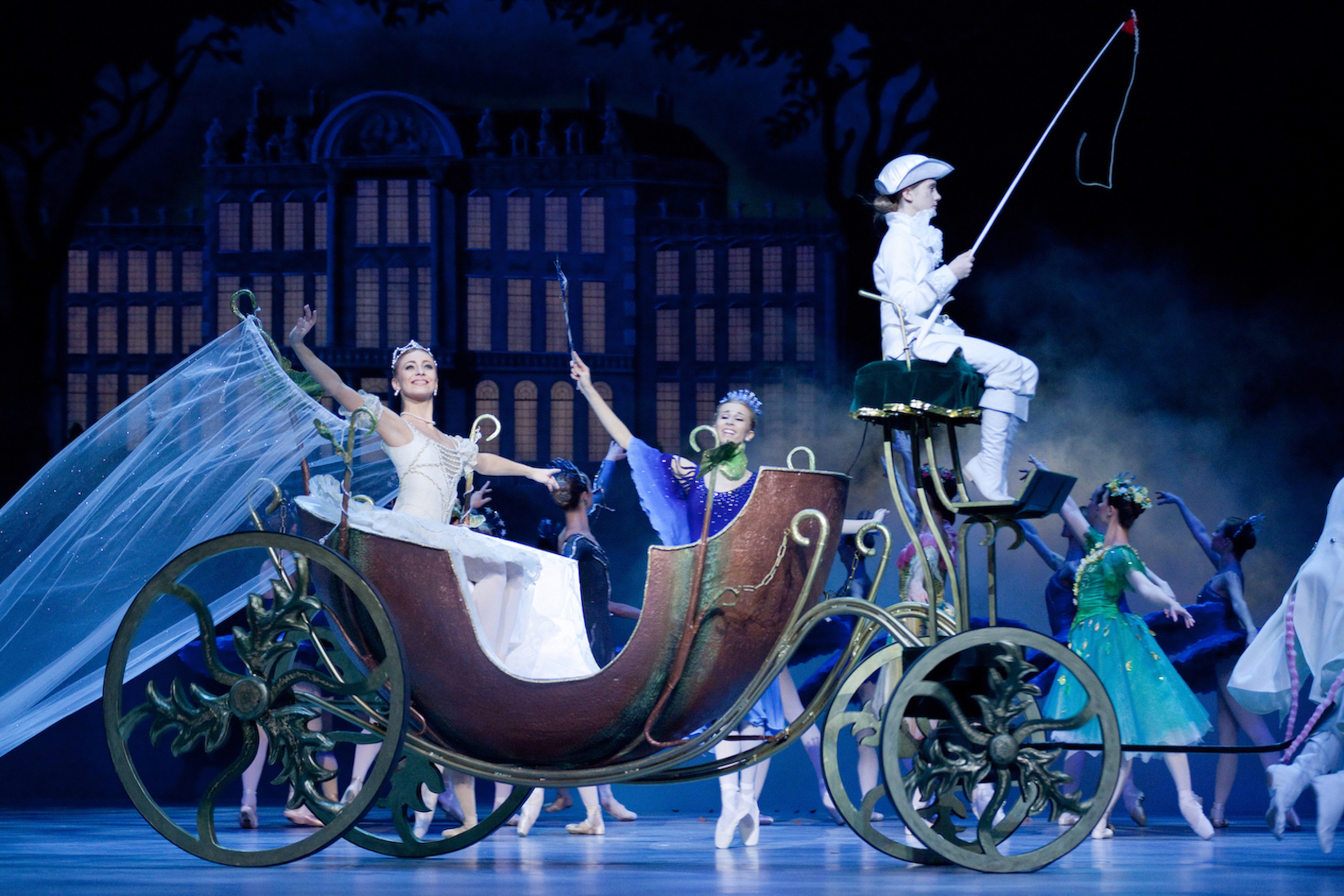
Kopciuszek Fredericka Ashtona: Aleksandra Liashenko i Polski Balet Narodowy

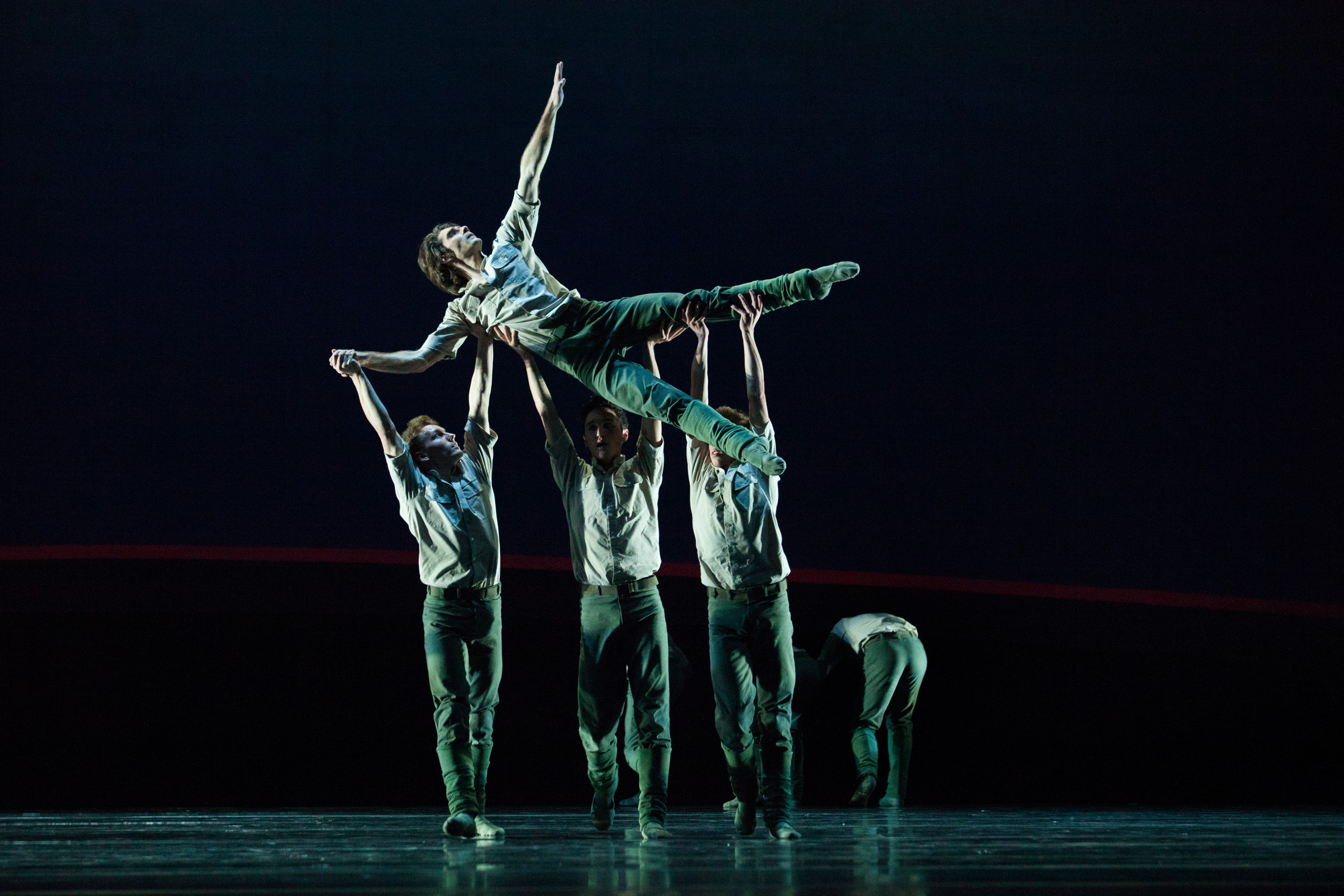
Msza polowa Jiříego Kyliána: Vladimir Yaroshenko i Polski Balet Narodowy

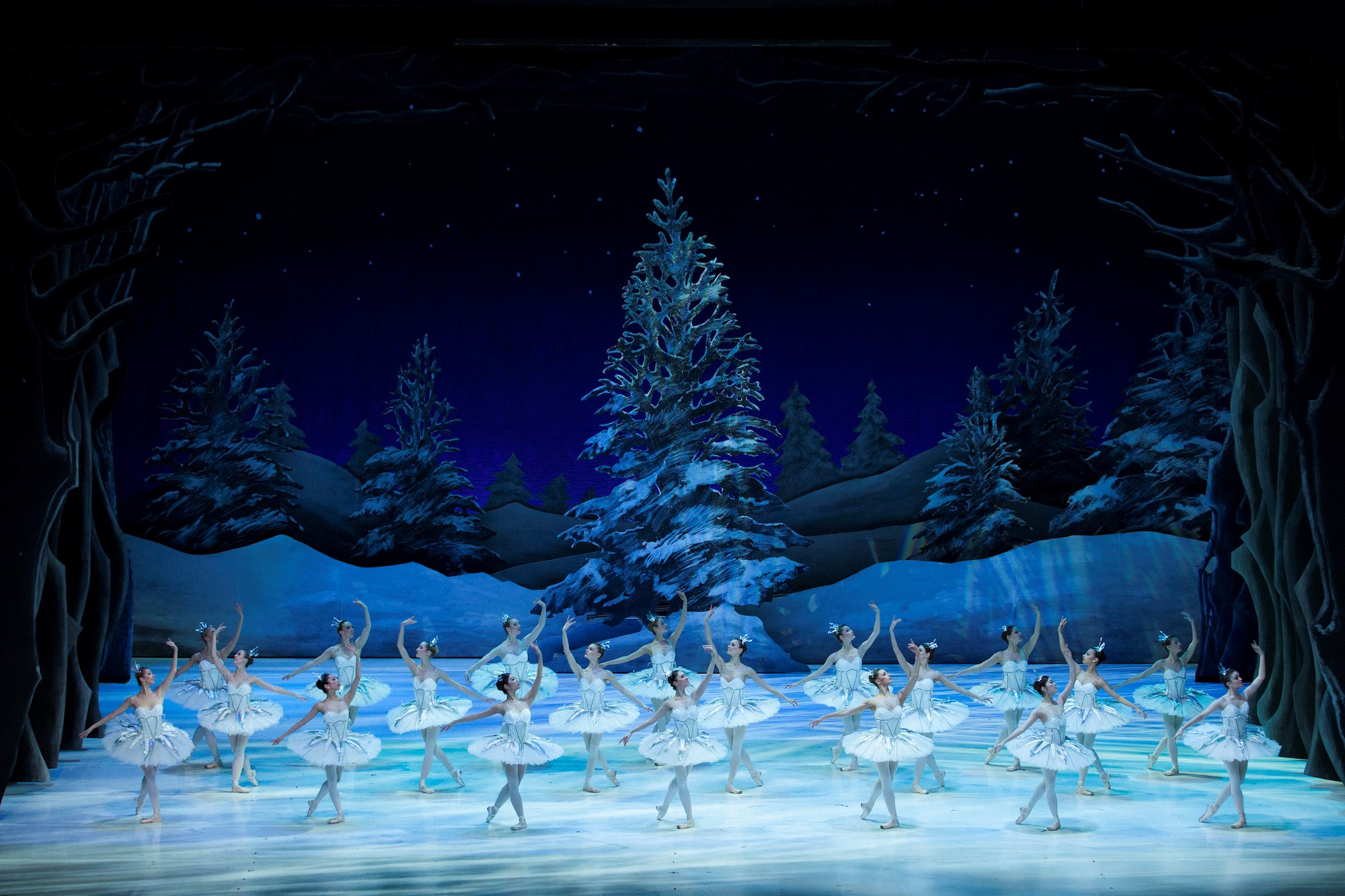
Dziadek do orzechów i król myszy Toera van Schayka i Wayne’a Eaglinga: Polski Balet Narodowy

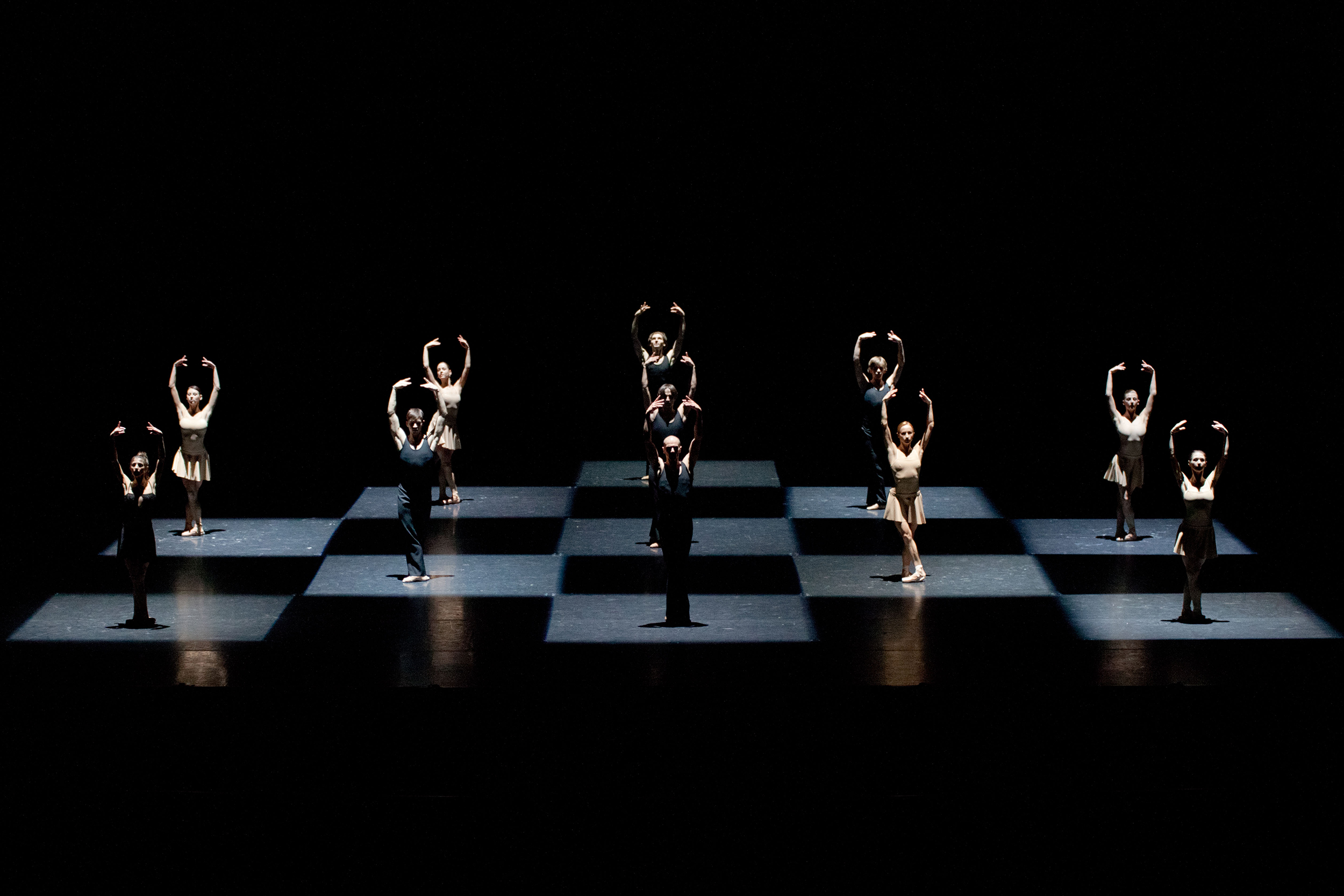
Moving Rooms Krzysztofa Pastora: Polski Balet Narodowy

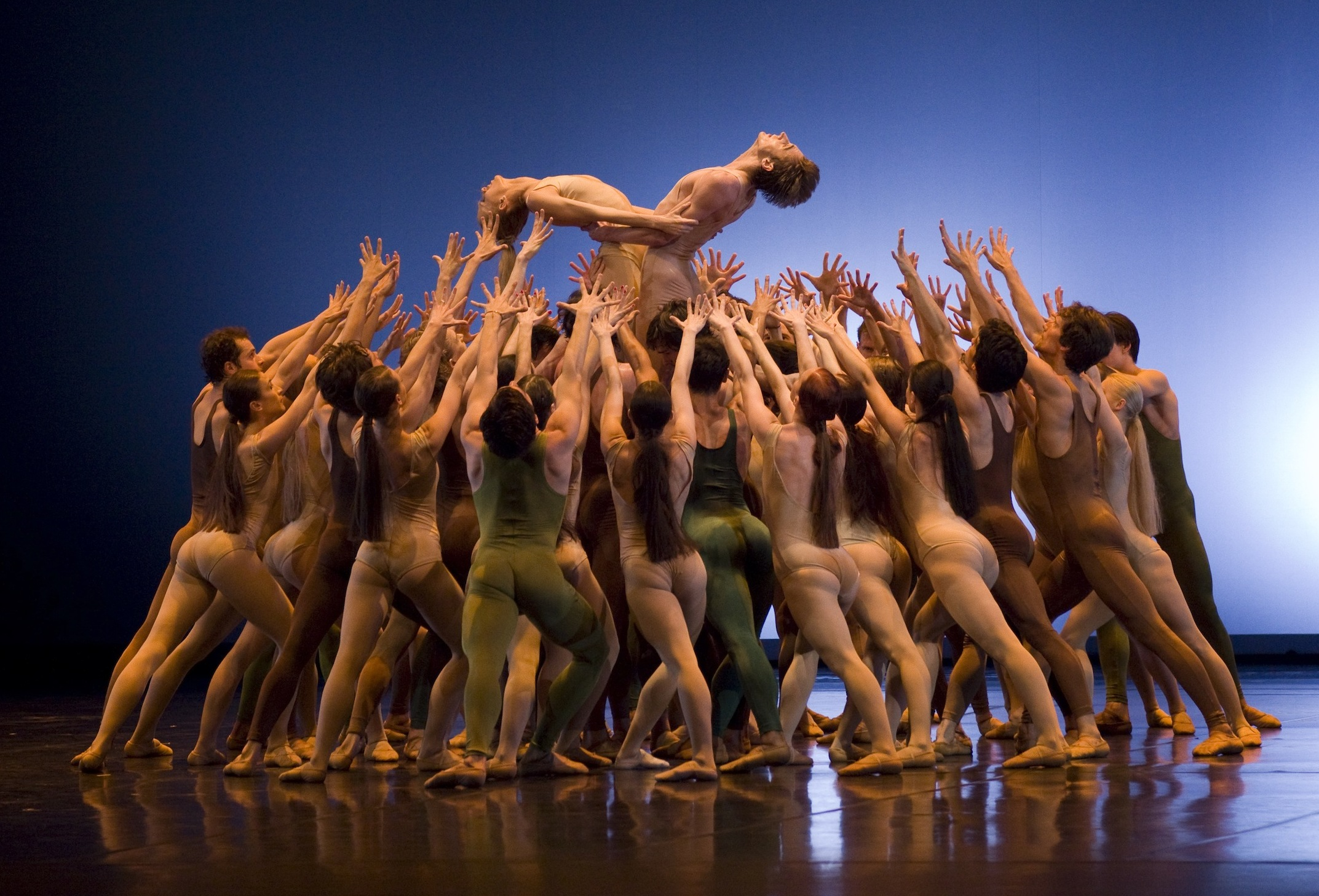
Święto wiosny Maurice’a Béjarta: Anna Lorenc, Maksim Woitiul i Polski Balet Narodowy

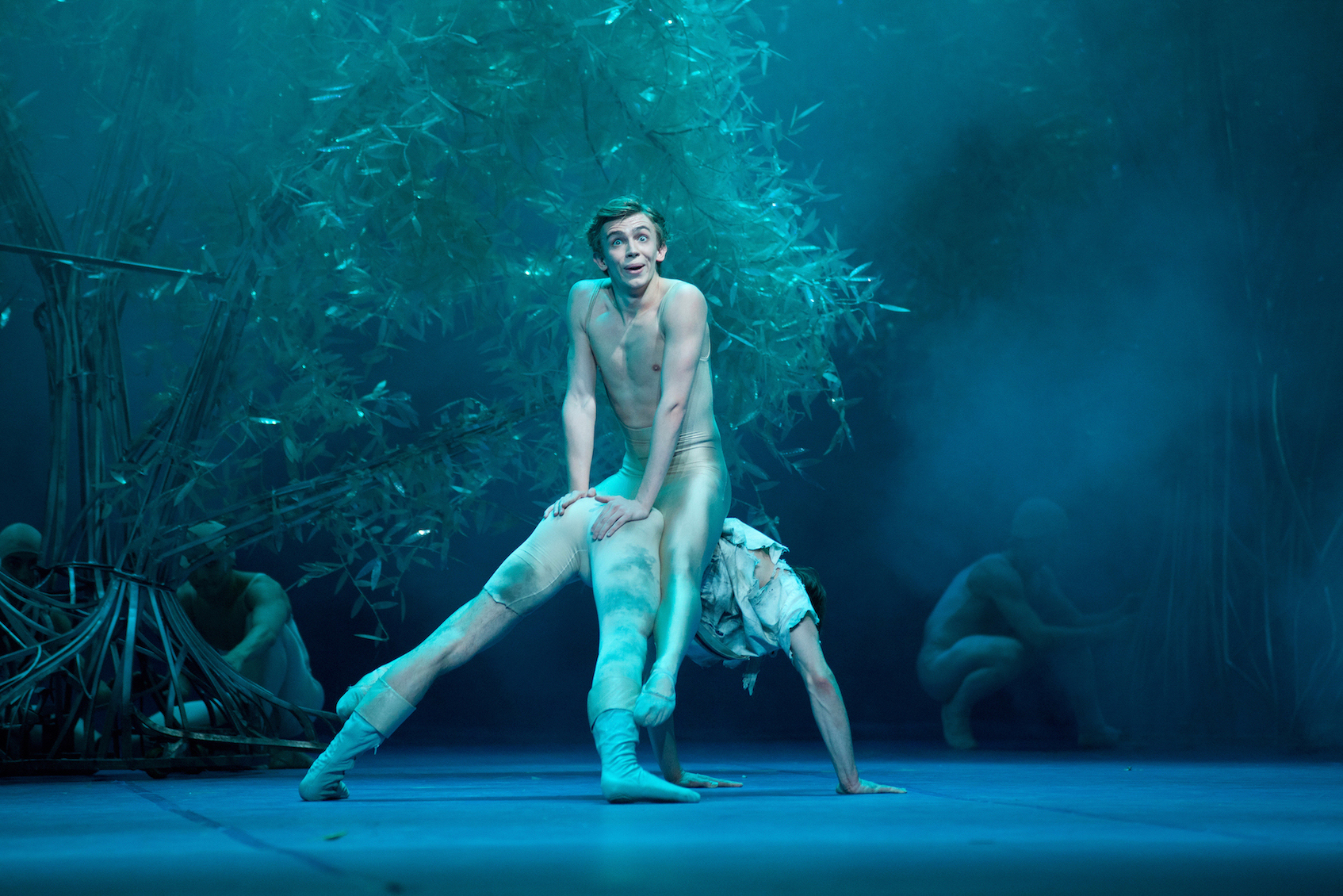
Sen nocy letniej Johna Neumeiera: Patryk Walczak i Jarosław Zaniewicz

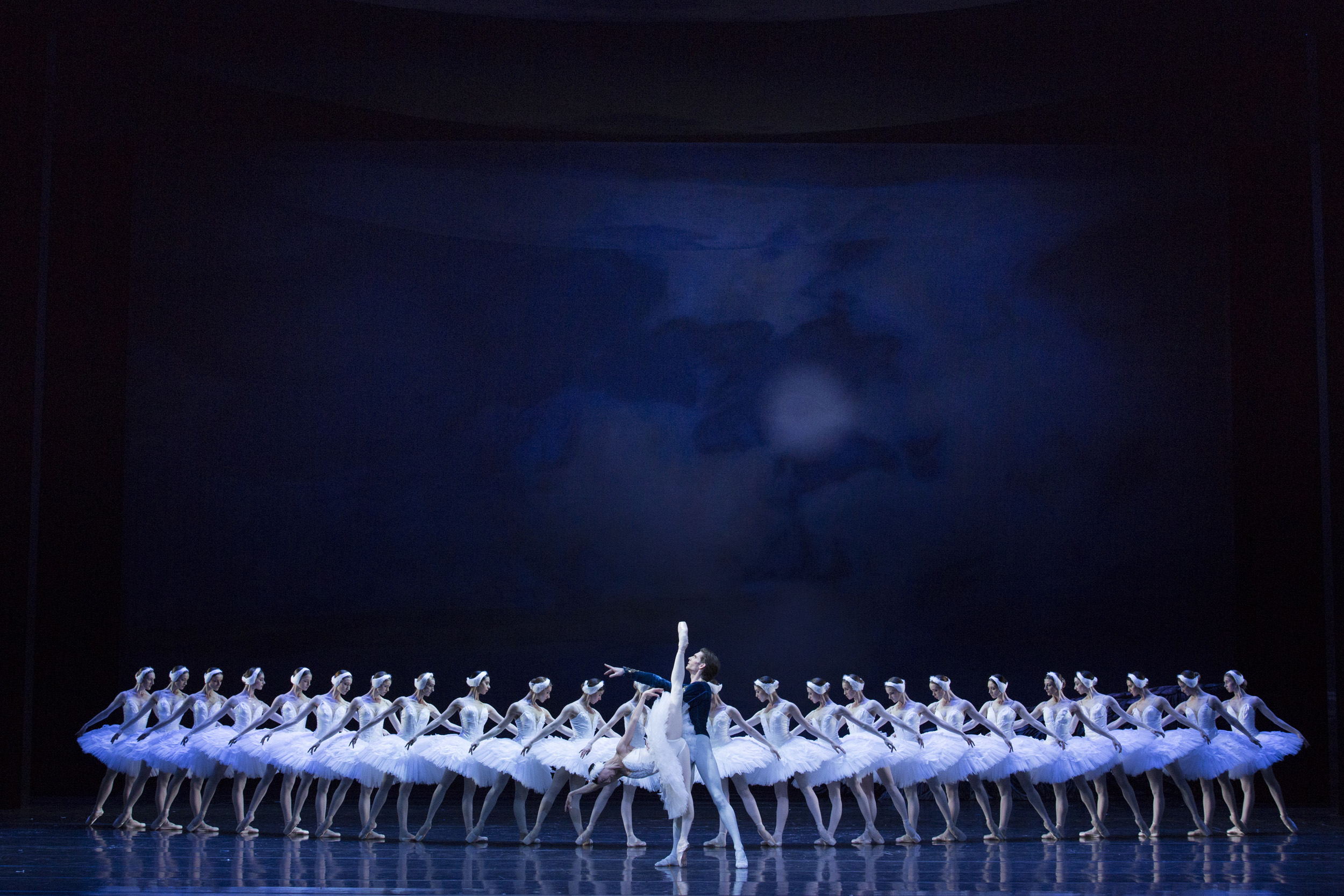
Jezioro łabędzie Krzysztofa Pastora: Chinara Alizade, Vladimir Yaroshenko i Polski Balet Narodowy

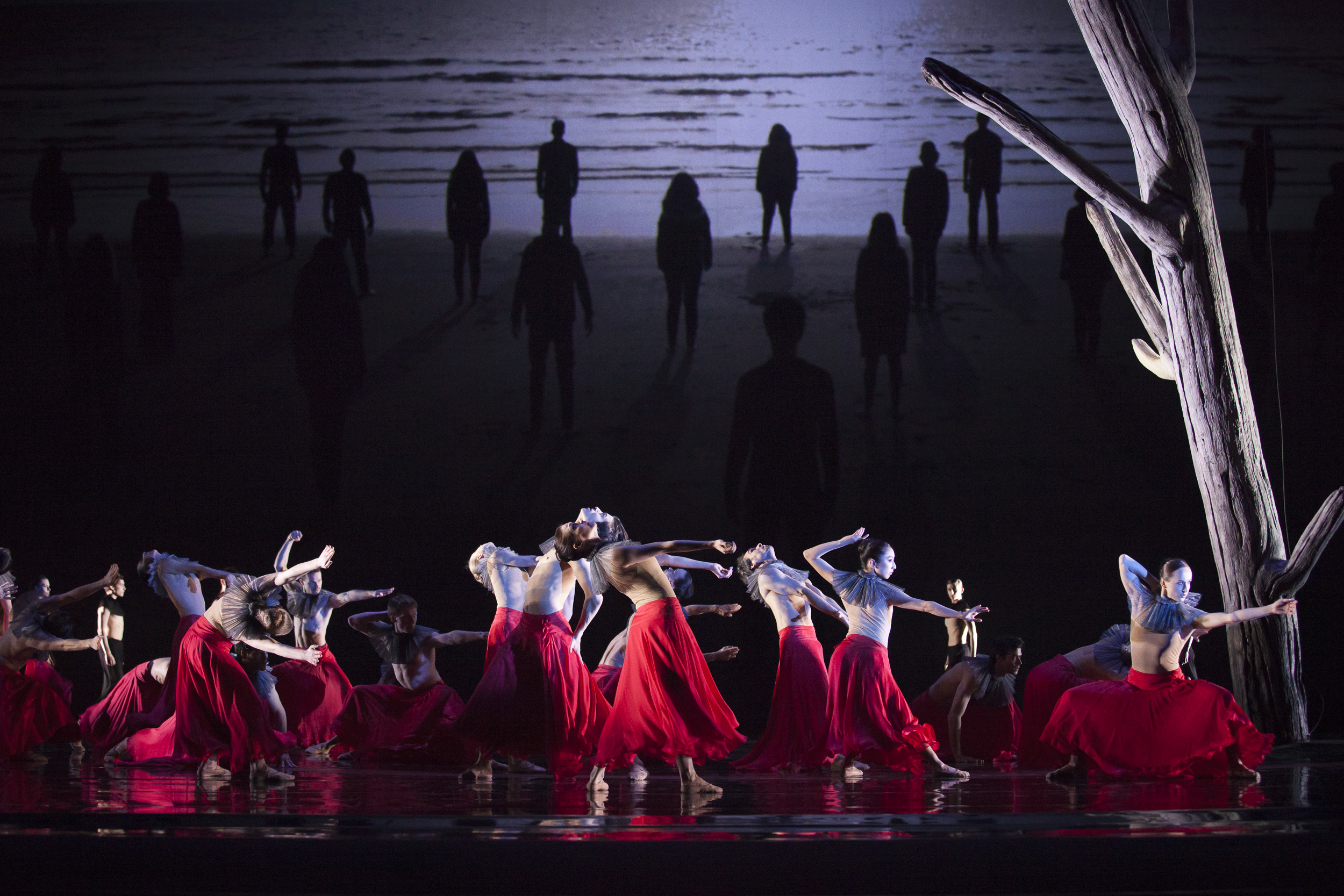
Burza Krzysztofa Pastora: Polski Balet Narodowy

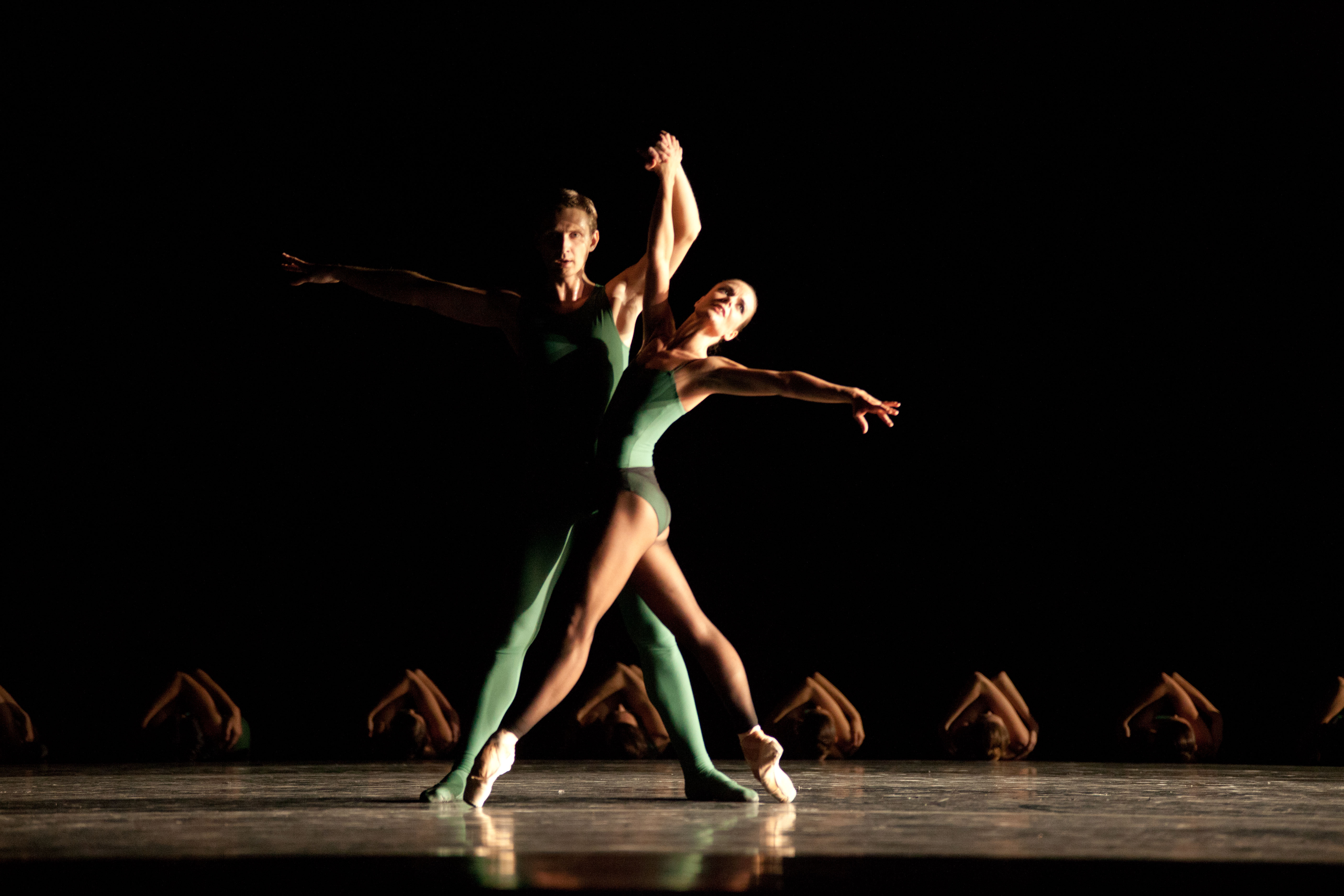
Artifact Suite Williama Forsythe’a: Marta Fiedler, Robert Bondara i Polski Balet Narodowy

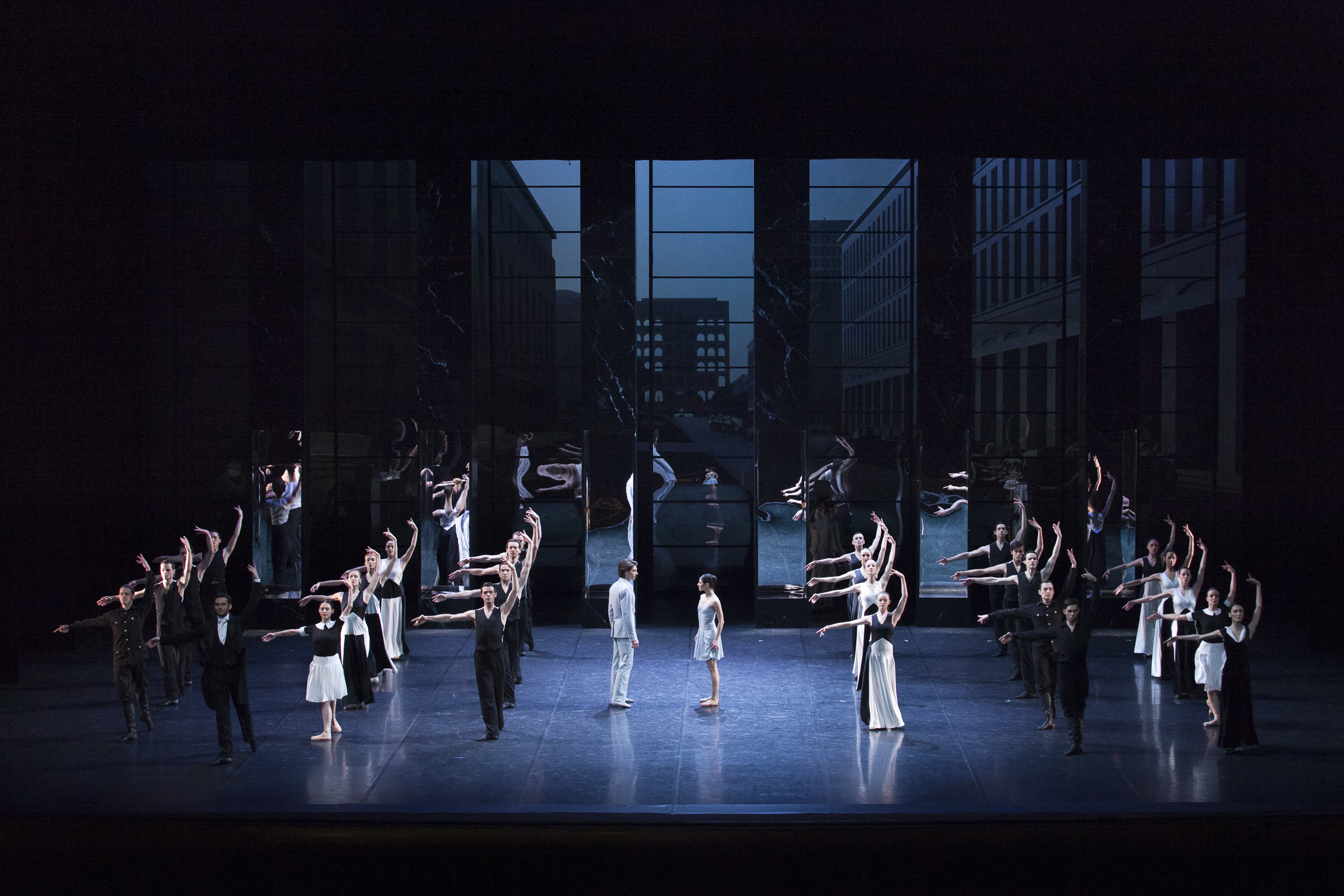
Romeo i Julia Krzysztofa Pastora: Polski Balet Narodowy

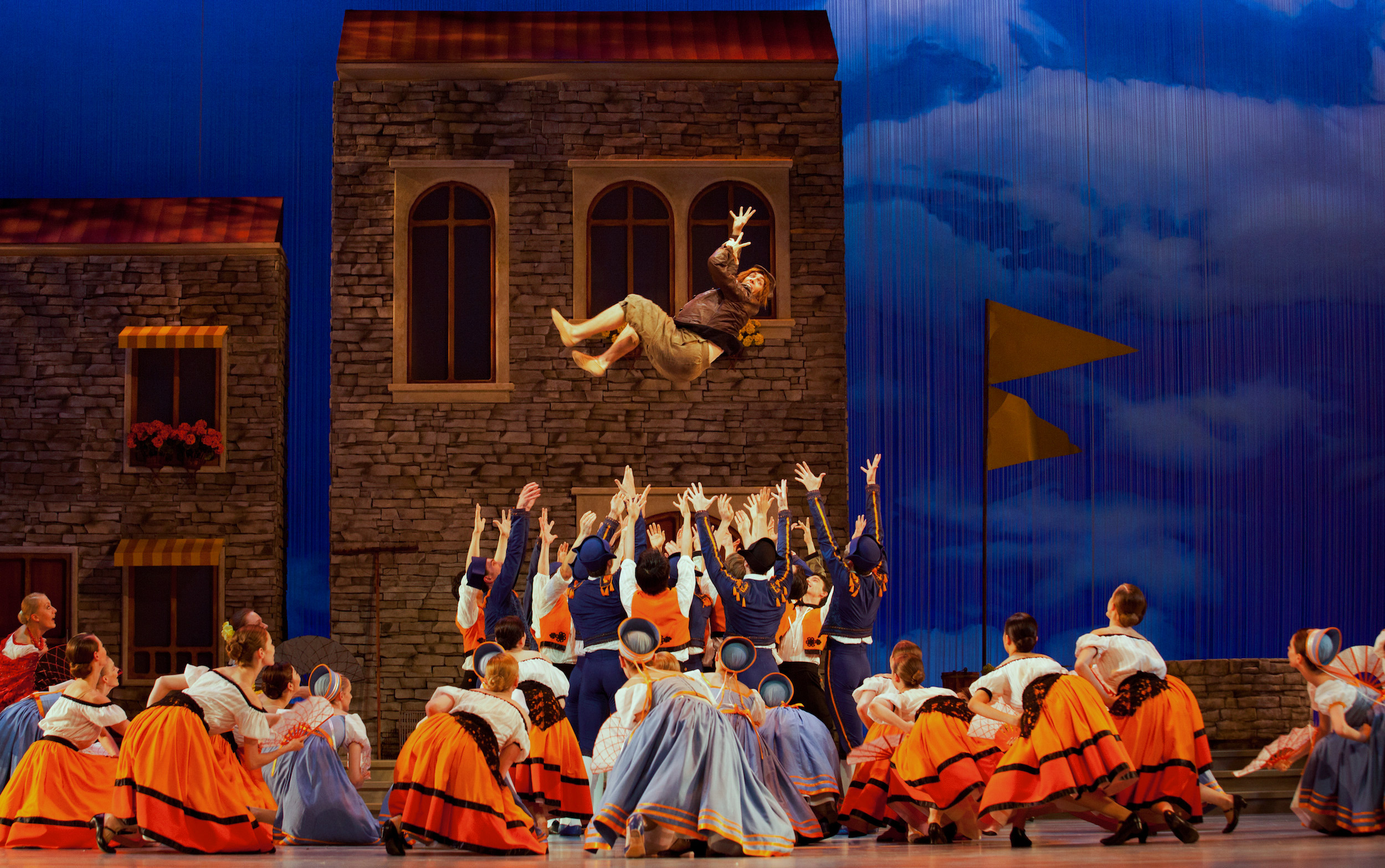
Don Kichot Alexeia Fadeyecheva wg Mariusa Petipy: Polski Balet Narodowy

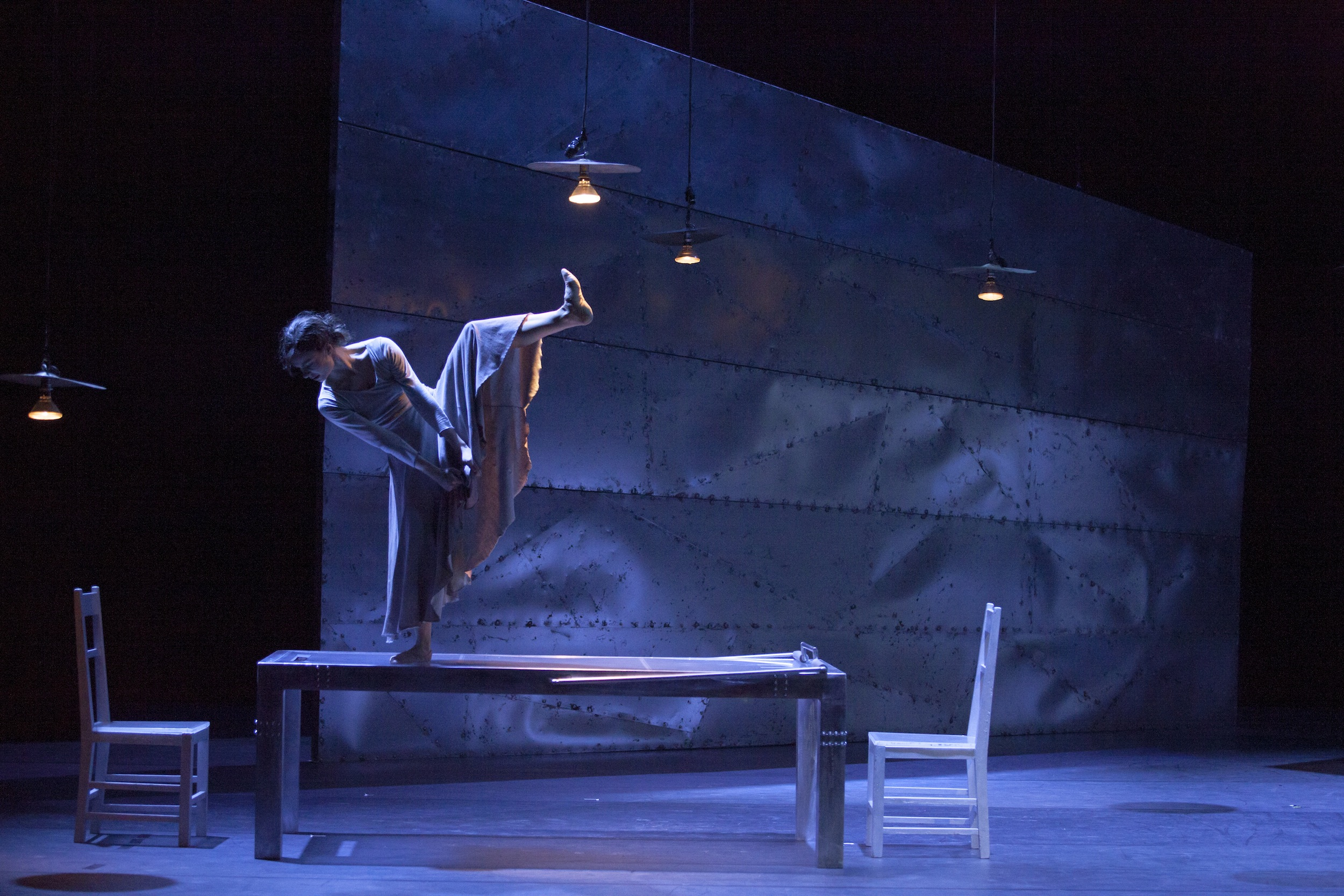
Powracające fale Emila Wesołowskiego: Marta Fiedler

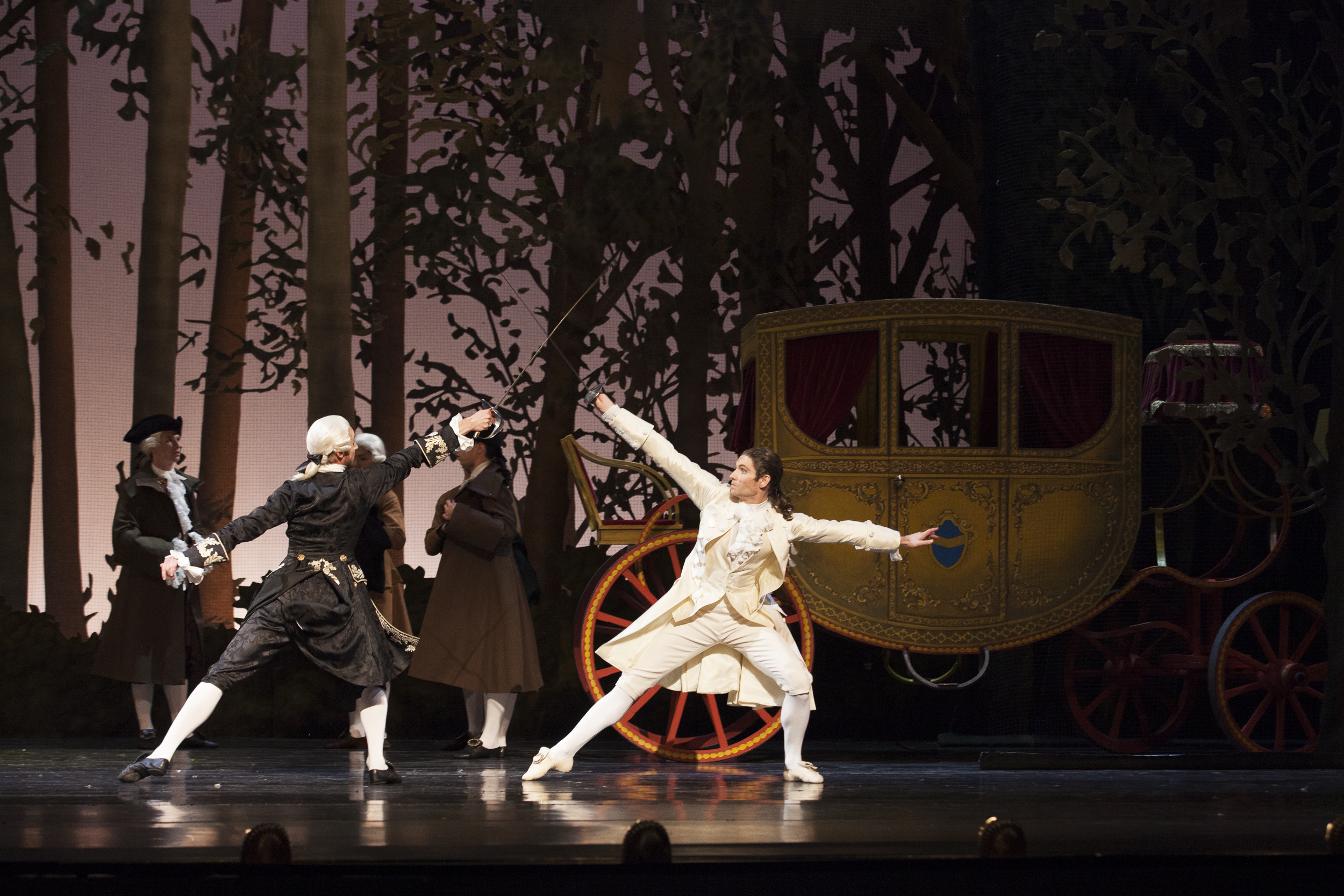
Casanova w Warszawie Krzysztofa Pastora: Maksim Woitiul i Vladimir Yaroshenko

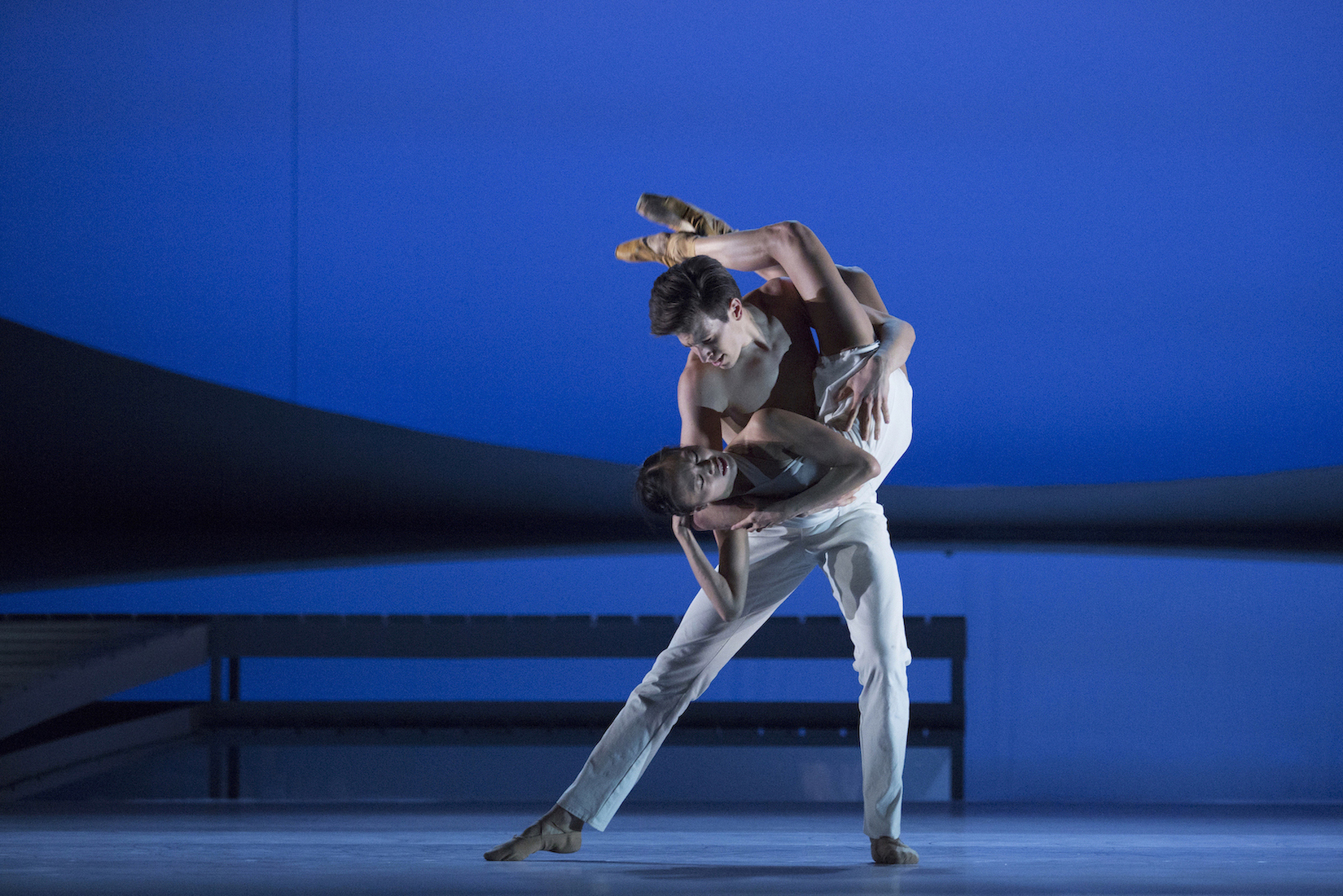
Świtezianka Roberta Bondary: Yuka Ebihara i Kristóf Szabó

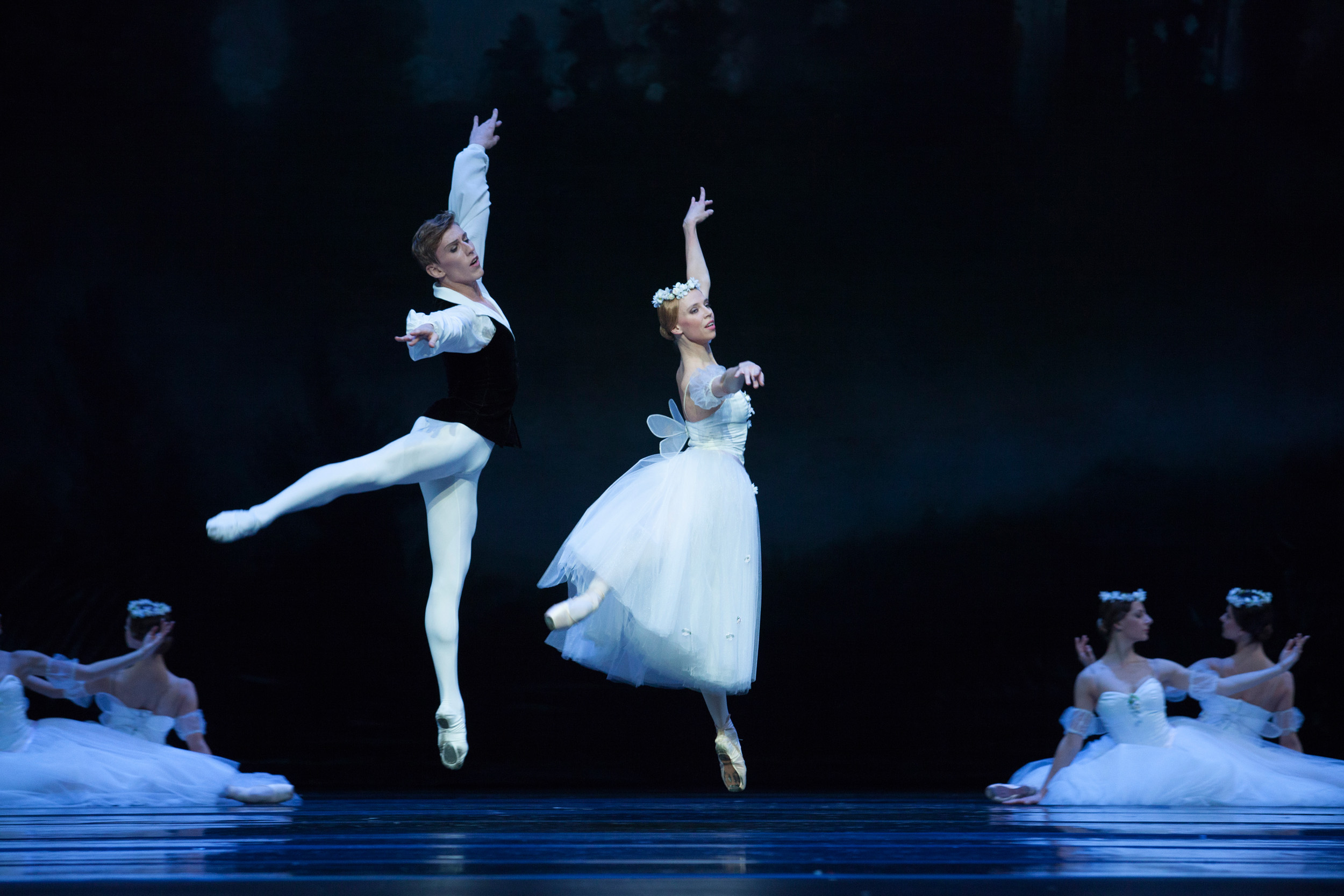
Chopiniana Michaiła Fokina: Dagmara Dryl, Dawid Trzensimiech i Polski Balet Narodowy

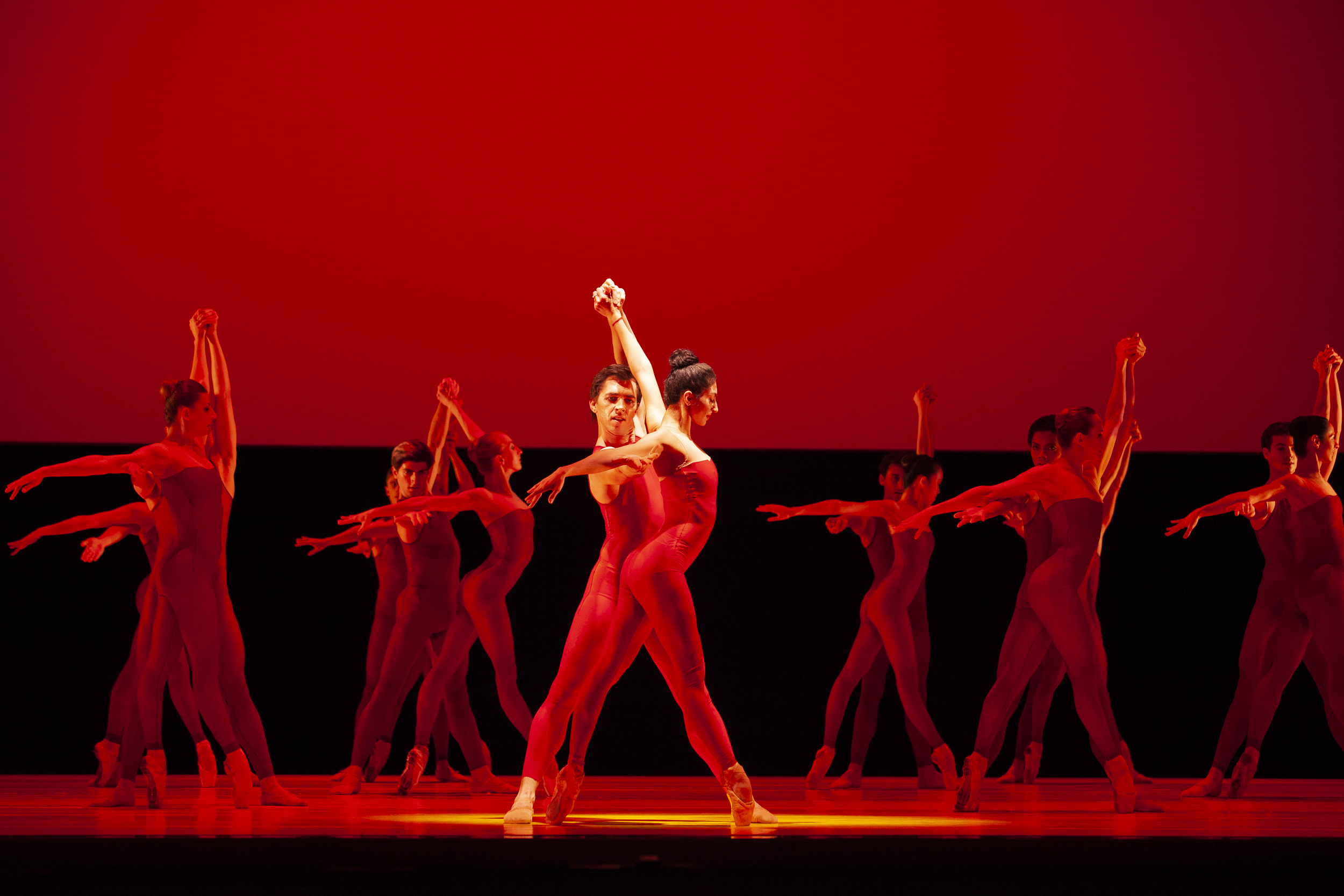
Bolero Krzysztofa Pastora: Chinara Alizade, Paweł Koncewoj i Polski Balet Narodowy

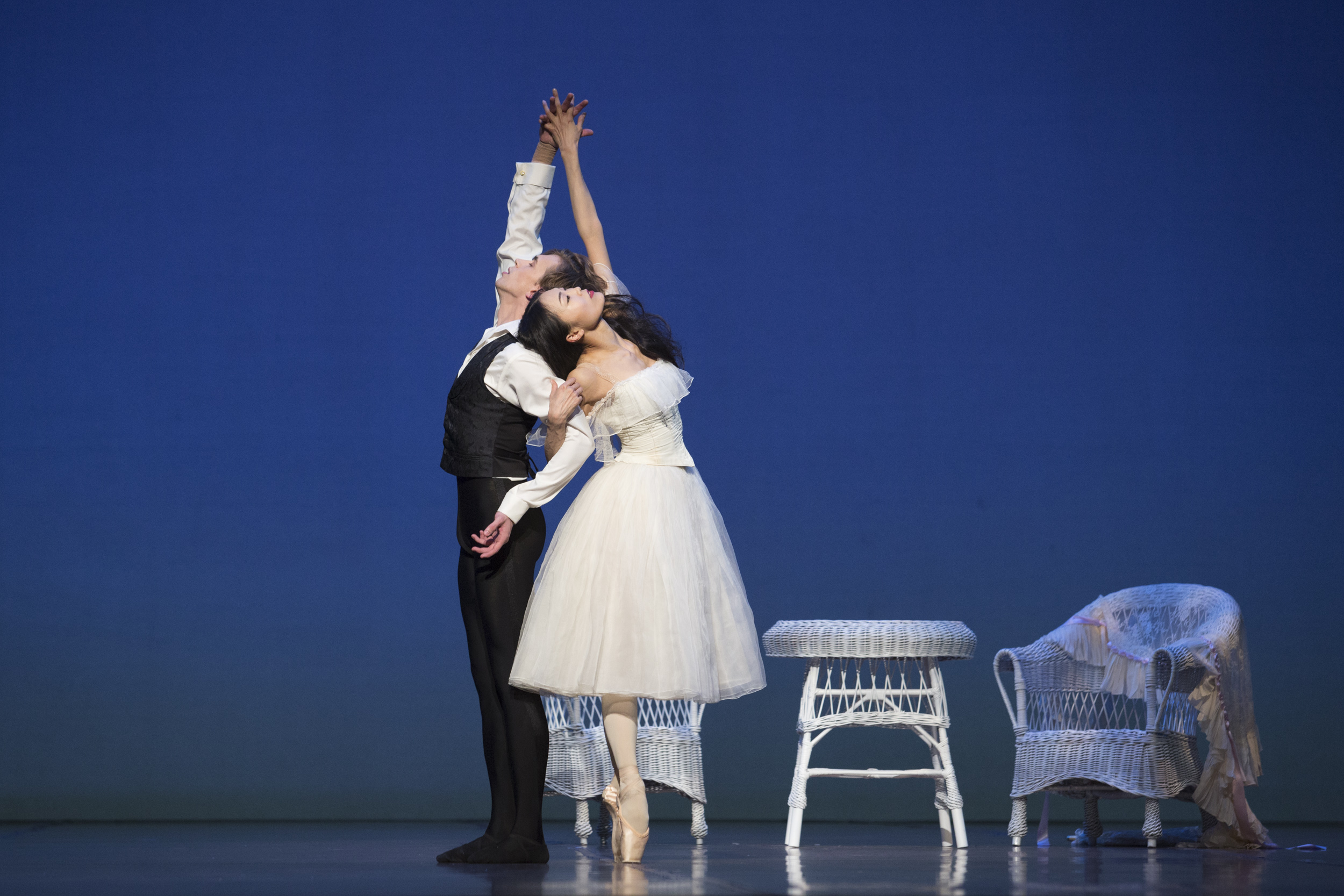
Dama kameliowa Johna Neumeiera: Yuka Ebihara i Patryk Walczak

- 29.03.2009: Tristan, choreografia Krzysztof Pastor (premiera polska)
- 03.04.2009: Romeo i Julia wg Szekspira, choreografia Emil Wesołowski (wznowienie)
- 08.04.2009: Jezioro łabędzie, choreografia Marius Petipa, Lew Iwanow / Irek Muchamiedow (wznowienie)
- 16.05.2009: Oniegin wg Puszkina, choreografia John Cranko / Georgette Tsinguirides (wznowienie)
- 28.05.2009: Bajadera, choreografia Marius Petipa / Natalia Makarowa (wznowienie)
- 10.06.2009: Anna Karenina wg Tołstoja, choreografia Alexei Ratmansky (wznowienie)
- 24.06.2009: When You End and I Begin..., choreografia Robert Bondara (prapremiera)
- 20.11.2009: Kurt Weill, choreografia Krzysztof Pastor (premiera polska)
- 17.12.2009: Dziadek do orzechów,wg Hoffmanna, choreografia Andrzej Glegolski (wznowienie)
- 23.04.2010: W poszukiwaniu kolorów, choreografia Jacek Tyski (prapremiera)
- 23.04.2010: Alpha Kryonia Xe, choreografia Jacek Przybyłowicz (wznowienie)
- 09.05.2010: Chopin, artysta romantyczny, choreografia Patrice Bart (prapremiera)
- 30.05.2010: Śpiąca królewna wg Perraulta, choreografia Marius Petipa / Jurij Grigorowicz (wznowienie)
- 25.06.2010: Pocałunki, choreografia Emil Wesołowski (prapremiera)
- 25.06.2010: Concerto Barocco, choreografia George Balanchine (premiera polska)
- 25.06.2010: The Green, choreografia Ed Wubbe (premiera polska)
- 25.06.2010: In Light and Shadow, choreografia Krzysztof Pastor (premiera polska)
- 27.11.2010: Kopciuszek wg Perraulta, choreografia Frederick Ashton / Wendy Ellis-Somes (premiera polska)
- 27.03.2011: I przejdą deszcze..., choreografia: Krzysztof Pastor (prapremiera)
- 11.06.2011: Święto wiosny, choreografia Wacław Niżyński / Millicent Hodson (premiera polska)[31]
- 11.06.2011: Święto wiosny, choreografia Emanuel Gat (premiera polska)[31]
- 11.06.2011: Święto wiosny, choreografia Maurice Béjart (premiera polska)[31]
- 18.09.2011: Persona, choreografia Robert Bondara (prapremiera)
- 25.11.2011: Dziadek do orzechów i król myszy wg Hoffmanna, choreografia: Toer van Schayk, Wayne Eagling (premiera polska)
- 14.04.2012: Syn marnotrawny, choreografia George Balanchine (premiera polska)
- 14.04.2012: Kain i Abel, choreografia Emil Wesołowski (prapremiera)
- 14.04.2012: Sześć skrzydeł aniołów, choreografia Jacek Przybyłowicz (prapremiera)
- 17.11.2012: Century Rolls, choreografia Ashley Page (prapremiera)
- 17.11.2012: Moving Rooms, choreografia Krzysztof Pastor (premiera polska)
- 17.11.2012: Artifact Suite, choreografia William Forsythe (premiera polska)
- 15.03.2013: Sen nocy letniej wg Szekspira, choreografia John Neumeier (premiera polska)
- 13.10.2012: Weill Suite, choreografia Krzysztof Pastor (premiera)
- 13.10.2012: Popołudnie fauna, choreografia Jacek Tyski (prapremiera)
- 03.10.2013: Hamlet wg Szekspira, choreografia Jacek Tyski (prapremiera)
- 07.03.2014: Romeo i Julia wg Szekspira, choreografia Krzysztof Pastor (premiera polska)
- 29.03.2014: Adagio & Scherzo, choreografia Krzysztof Pastor (prapremiera)
- 29.03.2014: Powracające fale, choreografia Emil Wesołowski (wznowienie)
- 29.05.2014: Don Kichot wg Cervantesa, choreografia Marius Petipa, Aleksandr Gorski / Alexei Fedeyechev (premiera)
- 15.11.2014: Nevermore...?, choreografia Robert Bondara (prapremiera)
- 15.11.2014: Msza polowa, choreografia Jiří Kylián (premiera polska)
- 15.11.2014: Zielony stół, choreografia Kurt Jooss / Jeanette Vondersaar (premiera warszawska)
- 14.02.2015: Pupa, choreografia Anna Hop (prapremiera)
- 28.05.2015: Casanova w Warszawie, choreografia Krzysztof Pastor (prapremiera)
- 27.11.2015: Poskromienie złośnicy wg Szekspira, choreografia John Cranko / Jane Bourne (premiera polska)
- 09.04.2016: Burza wg Szekspira, choreografia Krzysztof Pastor (premiera polska)
- 25.11.2016: Chopiniana, choreografia Michaił Fokin / Aleksiej Fadejeczew (premiera)
- 25.11.2016: Bolero, choreografia Krzysztof Pastor (premiera polska)
- 25.11.2016: Chroma, choreografia Wayne McGregor (premiera polska)
- 20.05.2017: Jezioro łabędzie, choreografia Krzysztof Pastor (prapremiera wersji z nowym librettem)
- 14.06.2017: Darkness, choreografia Izadora Weiss (prapremiera)
- 10.11.2017: Świtezianka wg Mickiewicza, choreografia Robert Bondara (premiera)
- 10.11.2017: Na pięciolinii, choreografia Jacek Tyski (prapremiera)
- 10.11.2017: II Koncert skrzypcowy Szymanowskiego, choreografia Jacek Przybyłowicz (prapremiera)
- 20.04.2018: Dama kameliowa wg Dumasa-syna, choreografia John Neumeier (premiera polska)
- 17.11.2018: Koncert e-moll Chopina, choreografia Liam Scarlett (prapremiera)
- 17.11.2018: Koncert f-moll Chopina, choreografia Krzysztof Pastor (prapremiera)
- 31.12.2018: Tańce polskie – Polonez i Mazur Moniuszki, choreografia Krzysztof Pastor (prapremiera)
- 06.04.2019: Przypowieść sarmacka wg Zemsty Fredry, choreografia Conrad Drzewiecki / Emil Wesołowski (premiera)
- 06.04.2019: Mąż i żona wg Fredry, choreografia Anna Hop (prapremiera)
- 25.04.2019: Toccata Kilara, choreografia Krzysztof Pastor (prapremiera)
- 16.11.2019: Wesele, choreografia Bronisława Niżyńska (premiera polska)[32]
- 16.11.2019: Do Not Go Gentle…, choreografia Krzysztof Pastor (premiera polska)[32]
- 16.11.2019: Infra, choreografia Wayne McGregor (premiera polska)[32]
- 17.09.2020: Korsarz, choreografia Manuel Legris[33] (premiera)
- 16.12.2020: Preludium Kilara, choreografia Krzysztof Pastor (prapremiera na Festiwalu „Dance Open” w Petersburgu)
- 04.06.2021: Mayerling, choreografia Kenneth MacMillan (premiera polska)
- 13.11.2021: Exodus, choreografia Anna Hop (prapremiera)
- 13.11.2021: Bieguni-Harnasie, choreografia Izadora Weiss (prapremiera)
- 28.04.2022: Dracula, choreografia Krzysztof Pastor (premiera polska)
- 25.11.2022: Giselle, choreografia Jean Coralli, Jules Perrot, Marius Petipa / Maina Gielgud (premiera)
- 18.05.2023: Grosse Fuge Beethovena, choreografia Hans van Manen (premiera polska)
- 18.05.2023: Eroica Variations Beethovena, choreografia Ted Brandsen (prapremiera)
- 18.05.2023: Siódma symfonia Beethovena, choreografia Toer van Schayk (premiera polska)
- 15.12.2023: Kilar Concerto, choreografia Krzysztof Pastor (prapremiera)
- 21.04.2024: Pinokio, choreografia Anna Hop (prapremiera)
- 25.10.2024: Peer Gynt, choreografia Edward Clug (premiera polska)
- 18.06.2025: Prometeusz, choreografia Krzysztof Pastor (prapremiera)
- 13.11.2025: Ssss..., choreografia Edward Clug (premiera polska) - w planie
- 13.11.2025: Symphony in C, choreografia George Balanchine (premiera polska) - w planie
- 10.05.2026: Łowcy androidów, choreografia Robert Bondara (prapremiera) - w planie
- 11.06.2026: Urojenia, choreografia Izadora Weiss (prapremiera) - w planie

## Soliści 2009-2026
Pogrubiono zestaw pierwszych tancerzy, pierwszych solistów i solistów PBN w sezonie 2025/26
| Pierwsze tancerki                                      | Pierwsi tancerze |
| ------------------------------------------------------ | --- |
| - Chinara Alizade (od 2022) - Yuka Ebihara (2020-2025) | - Dawid Trzensimiech (2020-2024) - Patryk Walczak (2022-2025) - Maksim Woitiul (2020-2023) - Vladimir Yaroshenko (od 2020) |

| Pierwsze solistki | Pierwsi soliści |
| --- | --- |
| - Melissa Abel (2022-2023) - Chinara Alizade (2016-2022) - Magdalena Ciechowicz (2010-16, 2019) - Dagmara Dryl (2016-2019) - Yuka Ebihara (2013-2019) - Marta Fiedler (2007-2025) - Evelina Godunova (2023-2024) - Jaeeun Jung (od 2023) - Karolina Jupowicz (2000-2016) - Mai Kageyama (od 2017) - Dominika Krysztoforska (1998-2018) - Aleksandra Liashenko (2010-2015) - Izabela Milewska (2001-2015) - Maria Żuk (2012-2019) | - Sergey Basalaev (2003-2014) - Petr Borchenko (2009-2010) - Marco Esposito (od 2025) - Robert Gabdullin (w 2012) - Ryota Kitai (od 2023) - Paweł Koncewoj (od 2014) - Egor Menshikov (2009-2012) - Sergey Popov (2009-2013) - Kristóf Szabó (od 2025) - Wojciech Ślęzak (od 2000) - Dawid Trzensimiech (2016-2019) - Bogdan Verbovoy (od 2025) - Patryk Walczak (2018-2022) - Maksim Woitiul (2002-2019) - Vladimir Yaroshenko (2010-2019) |

| Solistki | Soliści |
| --- | --- |
| - Melissa Abel (2019-2022) - Chinara Alizade (2015-2016) - Hannah Cho (od 2025) - Magdalena Ciechowicz (2004-2010) - Anna Czeszejko (od 2019) - Dagmara Dryl (2007-2016) - Sylwia Dytkowska (1991-2011) - Yuka Ebihara (w 2013) - Nathalie Fernandez (2010-2012) - Elisabetta Formento (2020-2022) - Agnieszka Jankowska (od 2007) - Jaeeun Jung (2020-2023) - Mai Kageyama (2016-2017) - Ana Kipshidze (od 2014) - Yurika Kitano (2017-2020) - Katarzyna Lewandowska (2006-2010) - Aleksandra Liashenko (2009-2010) - Anna Lipczyk (1996-2014) - Anna Lorenc (od 2014) - Ewa Nowak (2010-2025) - Milena Onufrowicz (1995-2011) - Natalia Pasiut (od 2022) - Palina Rusetskaya (od 2016) - Yana Shtanhei (od 2025) - Svetlana Siplatova (2011-2015) - Emilia Stachurska (2014-2023) - Irina Wasilewska (od 1998) - Natalia Wojciechowska (2009-2011) - Aneta Zbrzeźniak (od 2007) - Maria Żuk (2009-2012) | - Bartosz Anczykowski (2009-2017) - Piotr Chojnacki (2000-2010) - Laurence Elliott (od 2024) - Marco Esposito (2022-2025) - Robert Gabdullin (2010-2011) - Daniel Goldsmith (2013-2014) - Arkadiusz Gołygowski (1996-2018) - Marko Juusela (od 2024) - Robin Kent (2015-2016) - Ryota Kitai (2022-2023) - Paweł Koncewoj (2009-2014) - Adam Kozal (2009-2017) - Carlos Martín Pérez (od 2009) - Diogo de Oliveira (od 2024) - Sebastian Solecki (2007-2016) - Kristóf Szabó (2017-2025) - Jacek Tyski (2004-2007, 2009-2017) - Karol Urbański (1997-2010) - Patryk Walczak (2014-2018) - Rinaldo Venuti (2019-2021) - Vladimir Yaroshenko (2009-2010) - Jarosław Zaniewicz (2014-2015) |

## Występy gościnne 2009–2025

### Za granicą
- 2010: Rosja, Sankt Petersburg, Teatr Maryjski, XVIII Festiwal Muzyczny „Gwiazdy Białych Nocy” (Chopin, artysta romantyczny × 2)
- 2010: Chiny, Szanghaj, Shanghai Oriental Art Center, Światowa Wystawa Expo 2010 (Chopin, artysta romantyczny × 2)
- 2010: Norwegia, Bergen, Den Nye Opera, Bergen, Norwegia (When You End and I Begin... / W poszukiwaniu kolorów / Alpha Kryonia Xe × 3)
- 2012: Hiszpania, Sewilla, Teatro de la Maestranza (Bajadera × 5)
- 2012: Finlandia, Kuopio, Centrum Muzyczne, Kuopio Dance Festival (Weill Suite / When You End and I Begin... / Popołudnie fauna / The Green × 2)
- 2013: USA, Houston, Cullen Theater, Dance Salad Festival (Kurt Weill / I przejdą deszcze... / Moving Rooms / Persona – fragmenty × 3)
- 2013: Hiszpania, Barcelona, Gran Teatre del Liceu (Pocałunki / Concerto Barocco / The Green / In Light and Shadow × 4)
- 2013: Litwa, Wilno, Litewski Narodowy Teatr Opery i Baletu (Century Rolls / Moving Rooms / Artifact Suite × 2)
- 2015: USA, Nowy Jork, Joyce Theatre, Nowy Jork, USA (Adagio & Scherzo / Święto wiosny w wersji choreograficznej Emanuela Gata / Moving Rooms × 7)
- 2015: USA, Waszyngton, Eisenhower Theater (Adagio & Scherzo / Święto wiosny w wersji choreograficznej Emanuela Gata / Moving Rooms × 1)
- 2016: Holandia, Haga, Zuiderstrandtheater (Romeo i Julia × 2)
- 2016: Litwa, Wilno, Litewski Narodowy Teatr Opery i Baletu, Gala urodzinowa Krzysztofa Pastora (Adagio / Moving Rooms × 1)
- 2017: Rosja, Sankt Petersburg, Teatr Aleksandryjski, Dance Open Festival (Burza × 1)
- 2018: Czechy, Brno, Pawilon Wystawowy, Festiwal Dance Brno 100 (Chopiniana / Moving Rooms / Bolero × 1)[96]
- 2019: Kanada, Montreal, Place des Arts (Jezioro łabędzie x 10)[97]
- 2019: Rosja, Sankt Petersburg, Teatr Aleksandryjski, Dance Open Festival (Toccata × 1)
- 2019: RFN, Osnabrück, Theater Osnabrück (Toccata x 1)
- 2019: Litwa, Wilno, Litewski Narodowy Teatr Opery i Baletu (Toccata × 1)
- 2020: Rosja, Sankt Petersburg, Wielka Sala Koncertowa „Październikowa”, Dance Open Festival (Preludium × 1)
- 2022: RFN, Hamburg, Staatsoper Hamburg, 47. Hamburger Ballett-Tage (Burza x 2)
- 2022: Holandia, Amsterdam, Nationale Opera & Ballet, Gala 60-lecie Het Nationale Ballet (Toccata x 1)
- 2022: Finlandia, Lappeenranta, Teatr Miejski, Lappeenranta Ballet Gala (Tristan i Izolda-pas de deux i Moving Rooms x 2)
- 2022: Węgry, Győr, Győri Nemzeti Színház (Mąż i żona x 1)
- 2024: Zjednoczone Emiraty Arabskie, Dubaj, Dubai Opera (Giselle x 5)
- 2025: RFN, Chemnitz, Theater Chemnitz (Moving Rooms x 1)

### W kraju
- 2010: Poznań, Teatr Wielki, w 100-lecie Teatru Wielkiego w Poznaniu (Pocałunki / Concerto Barocco / The Green / In Light and Shadow × 1)
- 2012: Poznań, Teatr Wielki, VII Festiwal Wiosny (Święto wiosny w wersjach choreograficznych Wacława Niżyńskiego, Emanuela Gata i Maurice’a Béjarta × 1)
- 2012: Kielce, Kieleckie Centrum Kultury, XII Festiwal Tańca (Święto wiosny w wersji choreograficznej Emanuela Gata × 1)
- 2012: Bydgoszcz, Opera Nova, XIX Bydgoski Festiwal Operowy (Święto wiosny w wersjach choreograficznych Wacława Niżyńskiego, Emanuela Gata i Maurice’a Béjarta × 1)
- 2013: Poznań, Teatr Wielki, VIII Festiwal Wiosny (The Green × 1)
- 2013: Warszawa, Taras Belwederu, na zaproszenie pierwszej damy Anny Komorowskiej (program koncertowy × 1)
- 2013: Kraków, Opera Krakowska, XVII Letni Festiwal Opery Krakowskiej (Weill Suite / Święto wiosny w wersji choreograficznej Emanuela Gata / Moving Rooms × 1)
- 2013: Kraków, Dziedziniec Zamku Królewskiego na Wawelu, XVII Letni Festiwal Opery Krakowskiej (The Green × 1)
- 2013: Sanok, Sanocki Dom Kultury, XXIII Festiwal im. Adama Didura (Love Stories – program koncertowy × 1)
- 2014: Łódź, Teatr Muzyczny (Love Stories – program koncertowy × 1)
- 2015: Otrębusy, Europejskie Centrum Matecznik „Mazowsze”, z okazji Międzynarodowego Dnia Tańca (Moving Rooms × 1)
- 2015: Bydgoszcz, Opera Nova, XXII Bydgoski Festiwal Operowy (Don Kichot × 1)
- 2015: Warszawa, Taras Pałacu Prezydenckiego, na zaproszenie prezydenta Bronisława Komorowskiego (Casanova w Warszawie – wersja plenerowa × 1)
- 2015: Białystok, Opera i Filharmonia Podlaska, w 250-lecie teatru publicznego w Polsce (Don Kichot × 2)
- 2015: Bydgoszcz, Opera Nova, w 250-lecie teatru publicznego w Polsce (Adagio & Scherzo / Powracające fale / Moving Rooms × 1)
- 2015: Siedlce, Centrum Kultury i Sztuki, w 250-lecie teatru publicznego w Polsce (Adagio & Scherzo / Powracające fale / Moving Rooms × 1)
- 2015: Płock, Teatr Dramatyczny, w 250-lecie teatru publicznego w Polsce (Adagio & Scherzo / Powracające fale / Moving Rooms × 1)
- 2015: Gdańsk, Opera Bałtycka, Gdańsk, w 250-lecie teatru publicznego w Polsce (Adagio & Scherzo / Powracające fale / Moving Rooms × 2)
- 2015: Łódź, Teatr Wielki, w 250-lecie teatru publicznego w Polsce (Don Kichot × 1)
- 2016: Bydgoszcz, Opera Nova, XXIII Bydgoski Festiwal Operowy (Poskromienie złośnicy ×1)
- 2016: Tarnów, Centrum Sztuki Mościce, Międzynarodowy Festiwal Teatrów Tańca „Scena Otwarta” (Persona × 1)
- 2016: Lublin, Centrum Spotkania Kultur, Międzynarodowe Spotkania Teatrów Tańca (Chopiniana / Moving Rooms / Bolero × 1)
- 2017: Kraków, Dziedziniec Zamku Królewskiego na Wawelu, XXI Letni Festiwal Opery Krakowskiej (Bolero × 1)
- 2018: Radom, Teatr Powszechny, XIII Międzynarodowy Festiwal Gombrowiczowski (Pupa x 1)
- 2019: Kraków, Dziedziniec Zamku Królewskiego na Wawelu, XXIII Letni Festiwal Opery Krakowskiej (Tańce polskie – Polonez i Mazur × 1)